# Grand Prix-wegrace van Duitsland
De Grand Prix van Duitsland voor motorfietsen is een wegrace wedstrijd, die sinds 1925 wordt verreden en in 1952 voor het eerst meetelde voor het wereldkampioenschap. Sinds 1998 vindt de wedstrijd op de Sachsenring in de buurt van Hohenstein-Ernstthal plaats.

## Geschiedenis

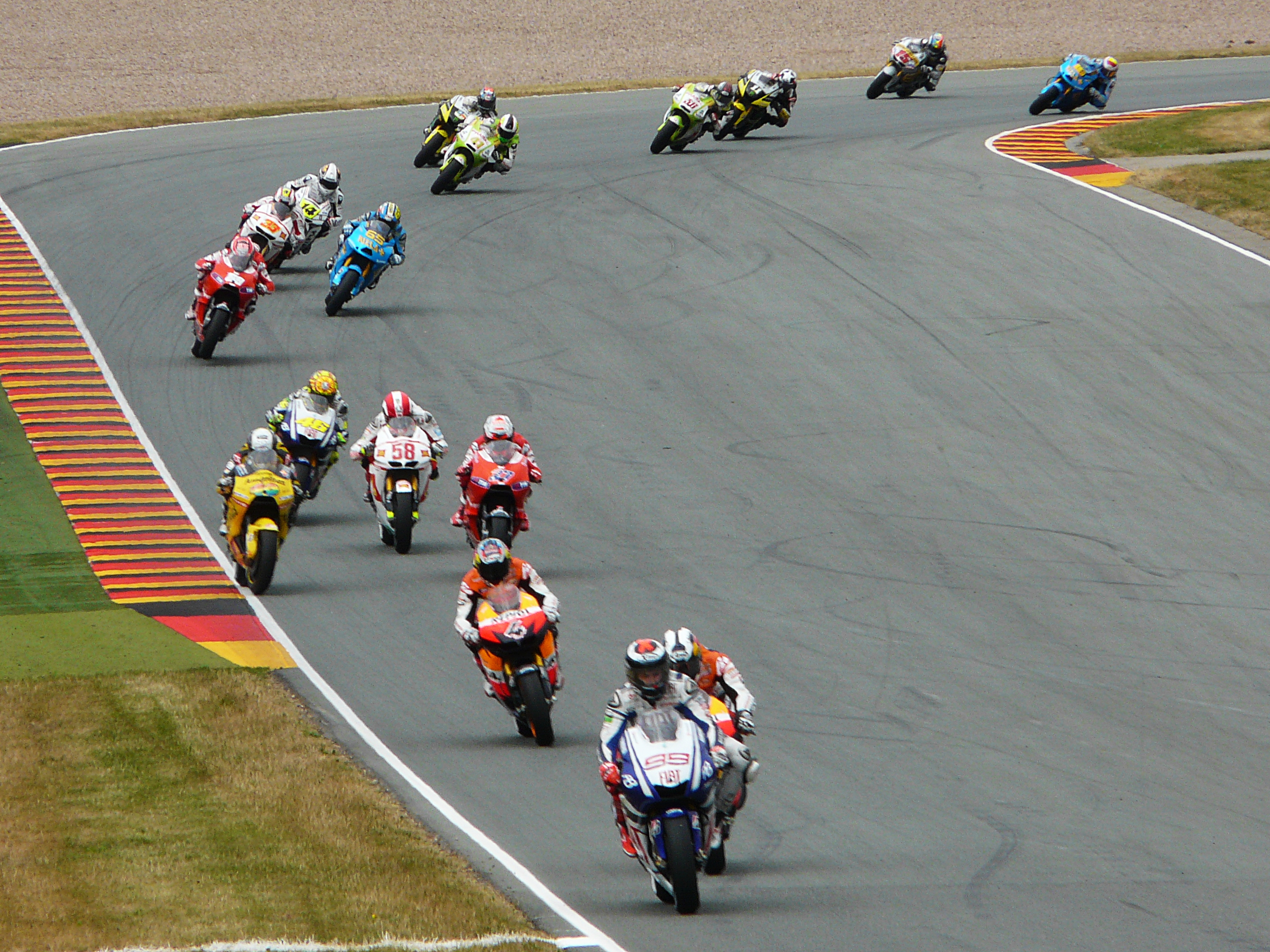
GP van Duitsland 2010

De eerste Grote Prijs van Duitsland vond in 1925 op de Berlijnse AVUS plaats. Daarna werd hij tot 1939 regelmatig verreden, in eerste instantie op de AVUS, dan op de Nürburgring en later op de Sachsenring. In de jaren 1927 en 1936 was de wedstrijd als Grote Prijs van Europa van de F.I.C.M. uitgeschreven; de winnaar in de respectievelijke klassen wonnen tegelijkertijd de Europese titel, daar tot 1937 het Europese kampioenschap in slechts één wedstrijd tegelijkertijd met een nationale wedstrijd verreden werd. Ook in 1938 en 1939 hoorde de Grote Prijs van Duitsland tot het Europese kampioenschap, die toen uit meerdere Grote Prijzen bestond.
Sinds 1951 vindt de Grand Prix, nadat Duitsland weer was opgenomen in de FIM, jaarlijks plaats en wisselde vaak in een tweejaarlijks ritme van locatie. In de jaren vijftig en zestig was Zuid-Duitsland met de Stuttgarter Solituderennen en de Hockenheimring vaak vertegenwoordigd. Op de Nürburgring werd vaak in plaats van de bekendere Nordschleife de kortere en minder riskante Südschleife bereden. Nadat in 1970/71 alleen de Nürburgring-Nordschleife omgebouwd werd, wisselden tot 1980 de Hockenheim- en Nürburgring elkaar jaarlijks af.
In 1974 kwam het tot een boycot van de wedstrijd op de Nürburgring door vele buitenlandse coureurs vanwege vragen over de veiligheid. Achtergrond was dat de Grand Prix samen met de Eifelrennen voor automobielen verreden werd en daarom uit brandveiligheidsoverwegingen geen strobalen als veiligheidsmaatregel van de baan gebruikt konden worden, hoewel deze toentertijd voor wegraces gebruikelijk waren. De wedstrijden werden vervolgens door Duitse coureurs gewonnen, die onder normale (en droge) omstandigheden kansloos geweest waren.
In 1984 vond de wedstrijd voor het eerst op het nieuw gebouwde Grand-Prix-circuit van de Nürburgring plaats. In de jaren negentig namen de toeschouwersaantallen sterk af, waarop men besloot naar het nieuw gebouwde circuit de Sachsenring te verhuizen, alwaar de wedstrijd tot op heden nog wordt verreden.

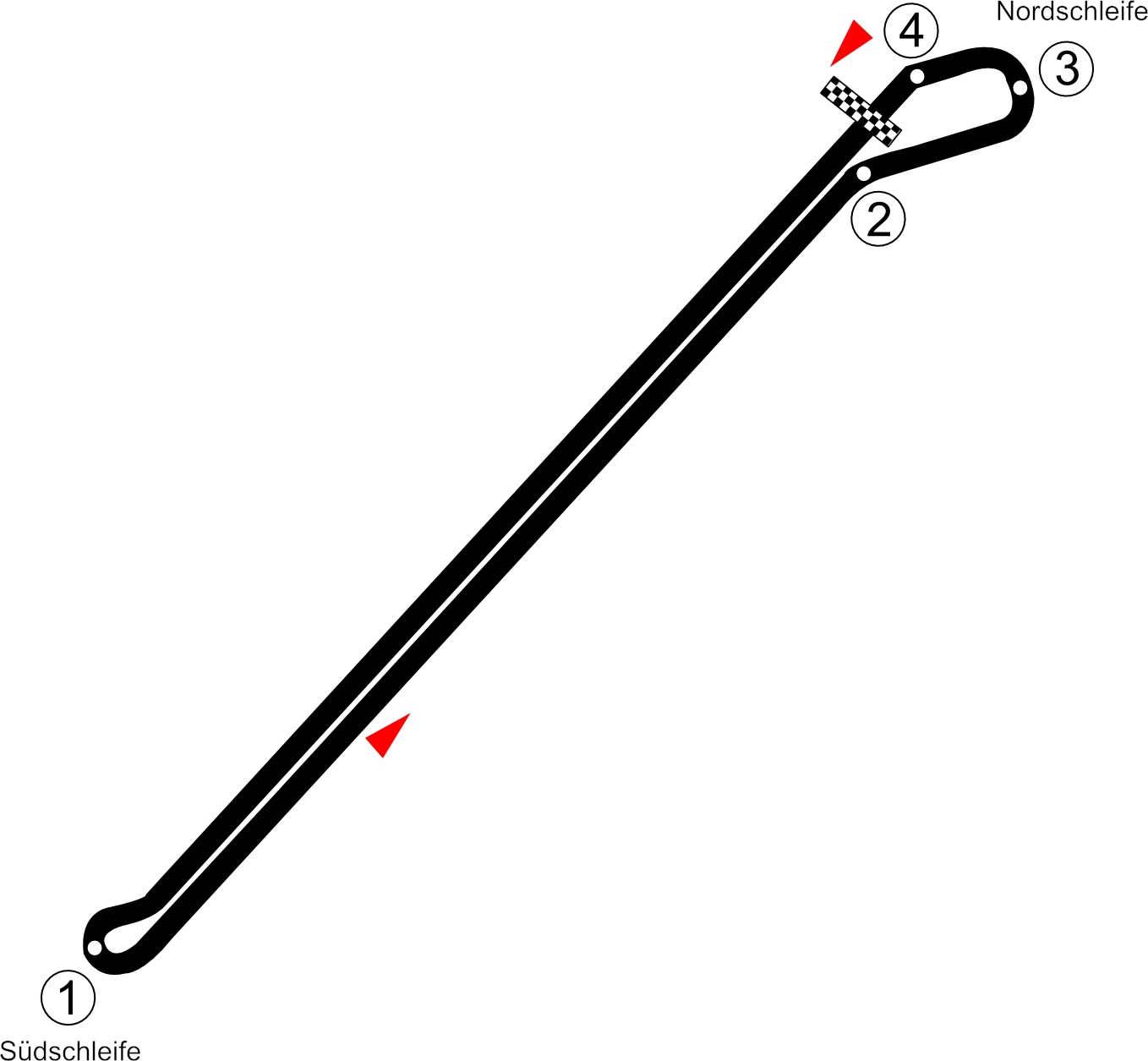
AVUS 1925–1933
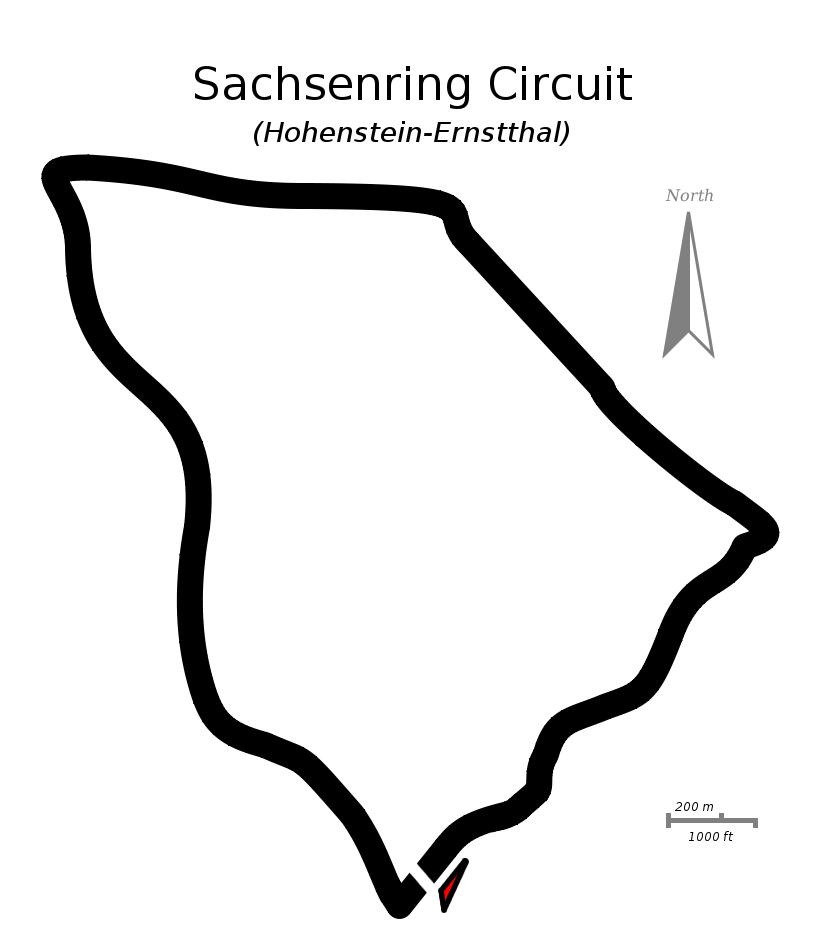
Sachsenring 1934–1939
Nürburgring-Nordschleife 1927–1958
Nürburgring-Südschleife 1965/1968
Nürburgring-Nordschleife 1970–1982
Nürburgring Grand-Prix-circuit 1984–1997
Hockenheimring (motorfietsvariant) tot 1994
Sachsenring sinds 1998

## Resultaten van de Grote Prijs van Duitsland

### Van 1925 tot 1939
(gekleurde achtergrond = wedstrijden in het kader van het Europees kampioenschap wegrace)
| Editie | Jaar                        | Circuit         | Klasse  | Winnaar                           |
| ------ | --------------------------- | --------------- | ------- | --------------------------------- |
| 1      | 1925                        | AVUS            | 125 cc  | Amedeo Ruggeri (G.D.)             |
| 1      | 1925                        | AVUS            | 175 cc  | Willy Zick (Puch)                 |
| 1      | 1925                        | AVUS            | 250 cc  | Cecil Ashby (Zenith)              |
| 1      | 1925                        | AVUS            | 350 cc  | Miro Maffeis (Maffeis-Blackburne) |
| 1      | 1925                        | AVUS            | 500 cc  | Paul Köppen (BMW)                 |
| 1      | 1925                        | AVUS            | 750 cc  | Erich Tennigkeit (Mabeco)         |
| 1      | 1925                        | AVUS            | 1000 cc | Paul Kozal (Mabeco)               |
|        |                             |                 |         |                                   |
| 2      | 1926                        | AVUS            | 175 cc  | Kurt Friedrich (DKW)              |
| 2      | 1926                        | AVUS            | 250 cc  | Jock Porter (New Gerrard)         |
| 2      | 1926                        | AVUS            | 350 cc  | Jimmie Simpson (AJS)              |
| 2      | 1926                        | AVUS            | 500 cc  | Josef Stelzer (BMW)               |
| 2      | 1926                        | AVUS            | 750 cc  | Konrad Leimer (Mabeco)            |
| 2      | 1926                        | AVUS            | 1000 cc | Konrad Reisdorf (Mabeco)          |
|        |                             |                 |         |                                   |
| 3      | Europees kampioenschap 1927 | Nürburgring     | 175 cc  | Willi Henkelmann (DKW)            |
| 3      | Europees kampioenschap 1927 | Nürburgring     | 250 cc  | Cecil Ashby (OK Supreme)          |
| 3      | Europees kampioenschap 1927 | Nürburgring     | 350 cc  | Jimmie Simpson (AJS)              |
| 3      | Europees kampioenschap 1927 | Nürburgring     | 500 cc  | Graham Walker (Sunbeam)           |
| 3      | Europees kampioenschap 1927 | Nürburgring     | 750 cc  | Josef Stelzer (BMW)               |
| 3      | Europees kampioenschap 1927 | Nürburgring     | 1000 cc | Josef Giggenbach (Bayerland-JAP)  |
|        |                             |                 |         |                                   |
| 4      | 1928                        | Nürburgring     | 175 cc  | Arthur Geiss (DKW)                |
| 4      | 1928                        | Nürburgring     | 250 cc  | Syd Crabtree (Excelsior)          |
| 4      | 1928                        | Nürburgring     | 350 cc  | Pietro Ghersi (Norton)            |
| 4      | 1928                        | Nürburgring     | 500 cc  | Charlie Dodson (Sunbeam)          |
| 4      | 1928                        | Nürburgring     | 1000 cc | Franz Heck (Harley-Davidson)      |
|        |                             |                 |         |                                   |
| 5      | 1929                        | Nürburgring     | 175 cc  | Arthur Geiss (DKW)                |
| 5      | 1929                        | Nürburgring     | 250 cc  | Syd Crabtree (Hecker-JAP)         |
| 5      | 1929                        | Nürburgring     | 350 cc  | Wal Handley (Motosacoche)         |
| 5      | 1929                        | Nürburgring     | 500 cc  | Henry Tyrell-Smith (Rudge)        |
| 5      | 1929                        | Nürburgring     | 1000 cc | Erich Pätzold (Sunbeam)           |
|        |                             |                 |         |                                   |
| 6      | 1930                        | Nürburgring     | 250 cc  | Les Crabtree (Excelsior)          |
| 6      | 1930                        | Nürburgring     | 350 cc  | Jimmie Guthrie (Norton)           |
| 6      | 1930                        | Nürburgring     | 500 cc  | Graham Walker (Rudge)             |
| 6      | 1930                        | Nürburgring     | 1000 cc | Fritz Wiese (BMW)                 |
|        |                             |                 |         |                                   |
| 7      | 1931                        | Nürburgring     | 250 cc  | Elvetio Toricelli (Puch)          |
| 7      | 1931                        | Nürburgring     | 350 cc  | Henry Tyrell-Smith (Rudge)        |
| 7      | 1931                        | Nürburgring     | 500 cc  | Stanley Woods (Norton)            |
| 7      | 1931                        | Nürburgring     | 1000 cc | Rudolf Runtsch (NSU)              |
|        |                             |                 |         |                                   |
| 8      | 1933                        | AVUS            | 250 cc  | Charlie Dodson (New Imperial)     |
| 8      | 1933                        | AVUS            | 350 cc  | Ernst Loof (Imperia-Python)       |
| 8      | 1933                        | AVUS            | 500 cc  | Josef Stelzer (BMW)               |
| 8      | 1933                        | AVUS            | 1000 cc | Eduard Kratz (BMW)                |
|        |                             |                 |         |                                   |
| 9      | 1934                        | Badberg-Viereck | 250 cc  | Henry Tyrell-Smith (Rudge)        |
| 9      | 1934                        | Badberg-Viereck | 350 cc  | Jimmie Simpson (Norton)           |
| 9      | 1934                        | Badberg-Viereck | 500 cc  | Otto Ley (DKW)                    |
|        |                             |                 |         |                                   |
| 10     | 1935                        | Badberg-Viereck | 250 cc  | Walfried Winkler (DKW)            |
| 10     | 1935                        | Badberg-Viereck | 350 cc  | Walter Rusk (Norton)              |
| 10     | 1935                        | Badberg-Viereck | 500 cc  | Jimmie Guthrie (Norton)           |
|        |                             |                 |         |                                   |
| 11     | Europees kampioenschap 1936 | Badberg-Viereck | 175 cc  | Niemand haalde de finish          |
| 11     | Europees kampioenschap 1936 | Badberg-Viereck | 250 cc  | Henry Tyrell-Smith (Excelsior)    |
| 11     | Europees kampioenschap 1936 | Badberg-Viereck | 350 cc  | Freddie Frith (Norton)            |
| 11     | Europees kampioenschap 1936 | Badberg-Viereck | 500 cc  | Jimmie Guthrie (Norton)           |
|        |                             |                 |         |                                   |
| 12     | 1937                        | Sachsenring     | 250 cc  | Ewald Kluge (DKW)                 |
| 12     | 1937                        | Sachsenring     | 350 cc  | Harold Daniell (Norton)           |
| 12     | 1937                        | Sachsenring     | 500 cc  | Karl Gall (BMW)                   |
|        |                             |                 |         |                                   |
| 13     | Europees kampioenschap 1938 | Sachsenring     | 250 cc  | Ewald Kluge (DKW)                 |
| 13     | Europees kampioenschap 1938 | Sachsenring     | 350 cc  | John White (Norton)               |
| 13     | Europees kampioenschap 1938 | Sachsenring     | 500 cc  | Georg Meier (BMW)                 |
|        |                             |                 |         |                                   |
| 14     | Europees kampioenschap 1939 | Sachsenring     | 250 cc  | Nello Pagani (Moto Guzzi)         |
| 14     | Europees kampioenschap 1939 | Sachsenring     | 350 cc  | Walter Hamelehle (DKW)            |
| 14     | Europees kampioenschap 1939 | Sachsenring     | 500 cc  | Dorino Serafini (Gilera)          |

### Van 1949 tot 1972
(gekleurde achtergrond = geen wedstrijd in het kader van het wereldkampioenschap wegrace)
| Editie | Jaar | Circuit                  | Klasse                  | 1e                                         | 2e                                               | 3e                                         | Snelste ronde                              |
| ------ | ---- | ------------------------ | ----------------------- | ------------------------------------------ | ------------------------------------------------ | ------------------------------------------ | ------------------------------------------ |
| ...    | 1949 | Grenzlandring            | 250 cc                  | Onbekend                                   | Onbekend                                         | Onbekend                                   | Onbekend                                   |
| ...    | 1949 | Grenzlandring            | 350 cc                  | Wilhelm Herz (NSU)                         | Onbekend                                         | Onbekend                                   | Onbekend                                   |
| ...    | 1949 | Grenzlandring            | 500 cc                  | Georg Meier (BMW)                          | Onbekend                                         | Onbekend                                   | Onbekend                                   |
| ...    | 1949 | Grenzlandring            | Zijspanklasse (600 cc)  | Hermann Böhm / Karl Fuchs (NSU)            | Onbekend                                         | Onbekend                                   | Onbekend                                   |
|        |      |                          |                         |                                            |                                                  |                                            |                                            |
| ...    | 1950 | Solitude                 | 125 cc                  | Ewald Kluge (DKW)                          | Onbekend                                         | Onbekend                                   | Onbekend                                   |
| ...    | 1950 | Solitude                 | 250 cc                  | Hein Thorn Prikker (Moto Guzzi)            | Onbekend                                         | Onbekend                                   | Onbekend                                   |
| ...    | 1950 | Solitude                 | 350 cc                  | Heiner Fleischmann (NSU)                   | Onbekend                                         | Onbekend                                   | Onbekend                                   |
| ...    | 1950 | Solitude                 | 500 cc                  | Heiner Fleischmann (NSU)                   | Onbekend                                         | Onbekend                                   | Onbekend                                   |
| ...    | 1950 | Solitude                 | Zijspanklasse (600 cc)  | Hermann Böhm / Karl Fuchs (NSU)            | Onbekend                                         | Onbekend                                   | Onbekend                                   |
| ...    | 1950 | Solitude                 | Zijspanklasse (1200 cc) | Ludwig Kraus / Bernhard Huser (BMW)        | Onbekend                                         | Onbekend                                   | Onbekend                                   |
|        |      |                          |                         |                                            |                                                  |                                            |                                            |
| 15     | 1951 | Nürburgring              | 125 cc                  | Hermann Paul Müller (DKW)                  | Onbekend                                         | Onbekend                                   | Onbekend                                   |
| 15     | 1951 | Nürburgring              | 250 cc                  | Enrico Lorenzetti (Moto Guzzi)             | Onbekend                                         | Onbekend                                   | Onbekend                                   |
| 15     | 1951 | Nürburgring              | 350 cc                  | Geoff Duke (Norton)                        | Onbekend                                         | Onbekend                                   | Onbekend                                   |
| 15     | 1951 | Nürburgring              | 500 cc                  | Geoff Duke (Norton)                        | Onbekend                                         | Onbekend                                   | Onbekend                                   |
| 15     | 1951 | Nürburgring              | Zijspanklasse (500 cc)  | Eric Oliver / Lorenzo Dobelli (Norton)     | Onbekend                                         | Onbekend                                   | Onbekend                                   |
| 15     | 1951 | Nürburgring              | Zijspanklasse (750 cc)  | Ludwig Kraus / Bernhard Huser (BMW)        | Onbekend                                         | Onbekend                                   | Onbekend                                   |
|        |      |                          |                         |                                            |                                                  |                                            |                                            |
| 16     | 1952 | Solitude                 | 125 cc                  | Cecil Sandford (MV Agusta)                 | Carlo Ubbiali (FB Mondial)                       | Emilio Mendogni (Moto Morini)              | Werner Haas (NSU)                          |
| 16     | 1952 | Solitude                 | 250 cc                  | Enrico Lorenzetti (Moto Guzzi)             | Fergus Anderson (Moto Guzzi)                     | Leslie Graham (Velocette)                  | Bruno Ruffo (Moto Guzzi)                   |
| 16     | 1952 | Solitude                 | 350 cc                  | Geoff Duke (Norton)                        | Reg Armstrong (Norton)                           | Ray Amm (Norton)                           | Bill Lomas (AJS)                           |
| 16     | 1952 | Solitude                 | 500 cc                  | Umberto Masetti (Gilera)                   | Leslie Graham (MV Agusta)                        | Reg Armstrong (Norton)                     | Leslie Graham (MV Agusta)                  |
| 16     | 1952 | Solitude                 | Zijspanklasse           | Cyril Smith / Bob Clements (Norton)        | Ernesto Merlo / Dino Magri (Gilera)              | Jacques Drion / Bob Onslow (Norton)        | Ernesto Merlo / Dino Magri (Gilera)        |
|        |      |                          |                         |                                            |                                                  |                                            |                                            |
| 17     | 1953 | Schottenring             | 125 cc                  | Carlo Ubbiali (MV Agusta)                  | Werner Haas (NSU)                                | Otto Daiker (NSU)                          | Werner Haas (NSU)                          |
| 17     | 1953 | Schottenring             | 250 cc                  | Werner Haas (NSU)                          | Alano Montanari (Moto Guzzi)                     | August Hobl (DKW)                          | Werner Haas (NSU)                          |
| 17     | 1953 | Schottenring             | 350 cc                  | Carlo Bandirola (MV Agusta)                | Onbekend                                         | Onbekend                                   | Onbekend                                   |
| 17     | 1953 | Schottenring             | 500 cc                  | Walter Zeller (BMW)                        | Onbekend                                         | Onbekend                                   | Onbekend                                   |
|        |      |                          |                         |                                            |                                                  |                                            |                                            |
| 18     | 1954 | Solitude                 | 125 cc                  | Rupert Hollaus (NSU)                       | Werner Haas (NSU)                                | Carlo Ubbiali (MV Agusta)                  | Rupert Hollaus (NSU)                       |
| 18     | 1954 | Solitude                 | 250 cc                  | Werner Haas (NSU)                          | Rupert Hollaus (NSU)                             | Helmut Hallmeier (Adler)                   | Rupert Hollaus (NSU)                       |
| 18     | 1954 | Solitude                 | 350 cc                  | Ray Amm (Norton)                           | Rod Coleman (AJS)                                | Jack Brett (Norton)                        | Ken Kavanagh (Moto Guzzi)                  |
| 18     | 1954 | Solitude                 | 500 cc                  | Geoff Duke (Gilera)                        | Ray Amm (Norton)                                 | Reg Armstrong (Gilera)                     | Geoff Duke (Gilera)                        |
| 18     | 1954 | Solitude                 | Zijspanklasse           | Wilhelm Noll / Fritz Cron (BMW)            | Ernesto Merlo / Dino Magri (Gilera)              | Walter Schneider / Hans Strauß (Norton)    | Wilhelm Noll / Fritz Cron (BMW)            |
|        |      |                          |                         |                                            |                                                  |                                            |                                            |
| 19     | 1955 | Nürburgring Nordschleife | 125 cc                  | Carlo Ubbiali (MV Agusta)                  | Luigi Taveri (MV Agusta)                         | Remo Venturi (MV Agusta)                   | Carlo Ubbiali (MV Agusta)                  |
| 19     | 1955 | Nürburgring Nordschleife | 250 cc                  | Hermann Paul Müller (NSU)                  | Wolfgang Brand (NSU)                             | Cecil Sandford (Moto Guzzi)                | Hermann Paul Müller (NSU)                  |
| 19     | 1955 | Nürburgring Nordschleife | 350 cc                  | Bill Lomas (Moto Guzzi)                    | August Hobl (DKW)                                | John Surtees (Norton)                      | Bill Lomas (Moto Guzzi)                    |
| 19     | 1955 | Nürburgring Nordschleife | 500 cc                  | Geoff Duke (Gilera)                        | Walter Zeller (BMW)                              | Carlo Bandirola (MV Agusta)                | Geoff Duke (Gilera)                        |
| 19     | 1955 | Nürburgring Nordschleife | Zijspanklasse           | Willi Faust / Karl Remmert (BMW)           | Wilhelm Noll / Fritz Cron (BMW)                  | Walter Schneider / Manfred Grunwald (BMW)  | Willi Faust / Karl Remmert (BMW)           |
|        |      |                          |                         |                                            |                                                  |                                            |                                            |
| 20     | 1956 | Solitude                 | 125 cc                  | Romolo Ferri (Gilera)                      | Carlo Ubbiali (MV Agusta)                        | Tarquinio Provini (FB Mondial)             | Romolo Ferri (Gilera)                      |
| 20     | 1956 | Solitude                 | 250 cc                  | Carlo Ubbiali (MV Agusta)                  | Luigi Taveri (MV Agusta)                         | Remo Venturi (MV Agusta)                   | Carlo Ubbiali (MV Agusta)                  |
| 20     | 1956 | Solitude                 | 350 cc                  | Bill Lomas (Moto Guzzi)                    | August Hobl (DKW)                                | Dickie Dale (Moto Guzzi)                   | Bill Lomas (Moto Guzzi)                    |
| 20     | 1956 | Solitude                 | 500 cc                  | Reg Armstrong (Gilera)                     | Umberto Masetti (MV Agusta)                      | Pierre Monneret (Gilera)                   | Bill Lomas (Moto Guzzi)                    |
| 20     | 1956 | Solitude                 | Zijspanklasse           | Wilhelm Noll / Fritz Cron (BMW)            | Fritz Hillebrand / Manfred Grunwald (BMW)        | Helmut Fath / Emil Ohr (BMW)               | Wilhelm Noll / Fritz Cron (BMW)            |
|        |      |                          |                         |                                            |                                                  |                                            |                                            |
| 21     | 1957 | Solitude                 | 125 cc                  | Carlo Ubbiali (MV Agusta)                  | Tarquinio Provini (FB Mondial)                   | Roberto Colombo (MV Agusta)                | Tarquinio Provini (FB Mondial)             |
| 21     | 1957 | Solitude                 | 250 cc                  | Carlo Ubbiali (MV Agusta)                  | Roberto Colombo (MV Agusta)                      | Cecil Sandford (FB Mondial)                | Carlo Ubbiali (MV Agusta)                  |
| 21     | 1957 | Solitude                 | 350 cc                  | Libero Liberati (Gilera)                   | John Hartle (Norton)                             | Helmut Hallmeier (NSU)                     | Bob McIntyre (Gilera)                      |
| 21     | 1957 | Solitude                 | 500 cc                  | Libero Liberati (Gilera)                   | Bob McIntyre (Gilera)                            | Walter Zeller (BMW)                        | Bob McIntyre (Gilera)                      |
| 21     | 1957 | Solitude                 | Zijspanklasse           | Fritz Hillebrand / Manfred Grunwald (BMW)  | Walter Schneider / Hans Strauß (BMW)             | Josef Knebel / Rolf Amfaldern (BMW)        | Fritz Hillebrand / Manfred Grunwald (BMW)  |
|        |      |                          |                         |                                            |                                                  |                                            |                                            |
| 22     | 1958 | Nürburgring Nordschleife | 125 cc                  | Carlo Ubbiali (MV Agusta)                  | Tarquinio Provini (MV Agusta)                    | Ernst Degner (MZ)                          | Carlo Ubbiali (MV Agusta)                  |
| 22     | 1958 | Nürburgring Nordschleife | 250 cc                  | Tarquinio Provini (MV Agusta)              | Horst Fügner (MZ)                                | Dieter Falk (Adler)                        | Tarquinio Provini (MV Agusta)              |
| 22     | 1958 | Nürburgring Nordschleife | 350 cc                  | John Surtees (MV Agusta)                   | John Hartle (MV Agusta)                          | Dave Chadwick (Norton)                     | John Surtees (MV Agusta)                   |
| 22     | 1958 | Nürburgring Nordschleife | 500 cc                  | John Surtees (MV Agusta)                   | John Hartle (MV Agusta)                          | Gary Hocking (Norton)                      | John Surtees (MV Agusta)                   |
| 22     | 1958 | Nürburgring Nordschleife | Zijspanklasse           | Walter Schneider / Hans Strauß (BMW)       | Florian Camathias / Hilmar Cecco (BMW)           | Rudi Richter / Gerhard Klim (BMW)          | Walter Schneider / Hans Strauß (BMW)       |
|        |      |                          |                         |                                            |                                                  |                                            |                                            |
| 23     | 1959 | Hockenheimring           | 125 cc                  | Carlo Ubbiali (MV Agusta)                  | Tarquinio Provini (MV Agusta)                    | Mike Hailwood (Ducati)                     | Carlo Ubbiali (MV Agusta)                  |
| 23     | 1959 | Hockenheimring           | 250 cc                  | Carlo Ubbiali (MV Agusta)                  | Emilio Mendogni (Moto Morini)                    | Horst Fügner (MZ)                          | Emilio Mendogni (Moto Morini)              |
| 23     | 1959 | Hockenheimring           | 350 cc                  | John Surtees (MV Agusta)                   | Gary Hocking (Norton)                            | Ernesto Brambilla (MV Agusta)              | John Surtees (MV Agusta)                   |
| 23     | 1959 | Hockenheimring           | 500 cc                  | John Surtees (MV Agusta)                   | Remo Venturi (MV Agusta)                         | Bob Brown (Norton)                         | John Surtees (MV Agusta)                   |
| 23     | 1959 | Hockenheimring           | Zijspanklasse           | Florian Camathias / Hilmar Cecco (BMW)     | Walter Schneider / Hans Strauß (BMW)             | Max Deubel / Horst Höhler (BMW)            | Walter Schneider / Hans Strauß (BMW)       |
|        |      |                          |                         |                                            |                                                  |                                            |                                            |
| 24     | 1960 | Solitude                 | 250 cc                  | Gary Hocking (MV Agusta)                   | Carlo Ubbiali (MV Agusta)                        | Kenjiro Tanaka (Honda)                     | Gary Hocking (MV Agusta)                   |
| 24     | 1960 | Solitude                 | 500 cc                  | John Surtees (MV Agusta)                   | Remo Venturi (MV Agusta)                         | Emilio Mendogni (MV Agusta)                | John Surtees (MV Agusta)                   |
| 24     | 1960 | Solitude                 | Zijspanklasse           | Helmut Fath / Alfred Wohlgemuth (BMW)      | Florian Camathias / Gottfried Rüfenacht (BMW)    | Fritz Scheidegger / Horst Burkhardt (BMW)  | Helmut Fath / Alfred Wohlgemuth (BMW)      |
|        |      |                          |                         |                                            |                                                  |                                            |                                            |
| 25     | 1961 | Hockenheimring           |                         |                                            |                                                  |                                            |                                            |
| 25     | 1961 | Hockenheimring           | 50 cc                   | Miro Zelnik (Tomos)                        | Hans Georg Anscheidt (Kreidler)                  | Karl Kronmüller (Tomos)                    | Onbekend                                   |
| 25     | 1961 | Hockenheimring           | 125 cc                  | Ernst Degner (MZ)                          | Alan Shepherd (MZ)                               | Walter Brehme (MZ)                         | Ernst Degner (MZ)                          |
| 25     | 1961 | Hockenheimring           | 250 cc                  | Kunimitsu Takahashi (Honda)                | Jim Redman (Honda)                               | Tarquinio Provini (Moto Morini)            | Kunimitsu Takahashi (Honda)                |
| 25     | 1961 | Hockenheimring           | 350 cc                  | František Šťastný (Jawa)                   | Gustav Havel (Jawa)                              | Rudi Thalhammer (Norton)                   | František Šťastný (Jawa)                   |
| 25     | 1961 | Hockenheimring           | 500 cc                  | Gary Hocking (MV Agusta)                   | Frank Perris (Norton)                            | Hans-Günter Jäger (BMW)                    | Gary Hocking (MV Agusta)                   |
| 25     | 1961 | Hockenheimring           | Zijspanklasse           | Max Deubel / Emil Hörner (BMW)             | Fritz Scheidegger / Horst Burkhardt (BMW)        | Otto Kölle / Dieter Hess (BMW)             | Max Deubel / Emil Hörner (BMW)             |
|        |      |                          |                         |                                            |                                                  |                                            |                                            |
| 26     | 1962 | Solitude                 | 50 cc                   | Ernst Degner (Suzuki)                      | Hans Georg Anscheidt (Kreidler)                  | Mitsuo Itoh (Suzuki)                       | Ernst Degner (Suzuki)                      |
| 26     | 1962 | Solitude                 | 125 cc                  | Luigi Taveri (Honda)                       | Tommy Robb (Honda)                               | Mike Hailwood (EMC)                        | Luigi Taveri (Honda)                       |
| 26     | 1962 | Solitude                 | 250 cc                  | Jim Redman (Honda)                         | Bob McIntyre (Honda)                             | Kenjiro Tanaka (Honda)                     | Jim Redman (Honda)                         |
| 26     | 1962 | Solitude                 | Zijspanklasse           | Max Deubel / Emil Hörner (BMW)             | Florian Camathias / Harry Winter (BMW)           | Fritz Scheidegger / John Robinson (BMW)    | Max Deubel / Emil Hörner (BMW)             |
|        |      |                          |                         |                                            |                                                  |                                            |                                            |
| 27     | 1963 | Hockenheimring           | 50 cc                   | Hugh Anderson (Suzuki)                     | Isao Morishita (Suzuki)                          | Ernst Degner (Suzuki)                      | Isao Morishita (Suzuki)                    |
| 27     | 1963 | Hockenheimring           | 125 cc                  | Ernst Degner (Suzuki)                      | Hugh Anderson (Suzuki)                           | László Szabó (MZ)                          | Ernst Degner (Suzuki)                      |
| 27     | 1963 | Hockenheimring           | 250 cc                  | Tarquinio Provini (Moto Morini)            | Tommy Robb (Honda)                               | Jim Redman (Honda)                         | Tarquinio Provini (Moto Morini)            |
| 27     | 1963 | Hockenheimring           | 350 cc                  | Jim Redman (Honda)                         | Remo Venturi (Bianchi)                           | Phil Read (Scuderia Duke-Gilera)           | Jim Redman (Honda)                         |
| 27     | 1963 | Hockenheimring           | Zijspanklasse           | Florian Camathias / Alfred Herzig (FCS)    | Georg Auerbacher / Beno Heim (BMW)               | Fritz Scheidegger / John Robinson (BMW)    | Florian Camathias / Alfred Herzig (FCS)    |
|        |      |                          |                         |                                            |                                                  |                                            |                                            |
| 28     | 1964 | Solitude                 | 50 cc                   | Ralph Bryans (Honda)                       | Isao Morishita (Honda)                           | Mitsuo Itoh (Honda)                        | Ralph Bryans (Honda)                       |
| 28     | 1964 | Solitude                 | 125 cc                  | Jim Redman (Honda)                         | Luigi Taveri (Honda)                             | Walter Scheimann (Honda)                   | Hugh Anderson (Suzuki)                     |
| 28     | 1964 | Solitude                 | 250 cc                  | Phil Read (Yamaha)                         | Jim Redman (Honda)                               | Mike Duff (Yamaha)                         | Phil Read (Yamaha)                         |
| 28     | 1964 | Solitude                 | 350 cc                  | Jim Redman (Honda)                         | Bruce Beale (Honda)                              | Mike Duff (AJS)                            | Jim Redman (Honda)                         |
| 28     | 1964 | Solitude                 | 500 cc                  | Mike Hailwood (MV Agusta)                  | Jack Ahearn (Norton)                             | Phil Read (Matchless)                      | Mike Hailwood (MV Agusta)                  |
| 28     | 1964 | Solitude                 | Zijspanklasse           | Fritz Scheidegger / John Robinson (BMW)    | Max Deubel / Emil Hörner (BMW)                   | Georg Auerbacher / Beno Heim (BMW)         | Max Deubel / Emil Hörner (BMW)             |
|        |      |                          |                         |                                            |                                                  |                                            |                                            |
| 29     | 1965 | Nürburgring Südschleife  | 50 cc                   | Ralph Bryans (Honda)                       | Luigi Taveri (Honda)                             | Hugh Anderson (Suzuki)                     | Luigi Taveri (Honda)                       |
| 29     | 1965 | Nürburgring Südschleife  | 125 cc                  | Hugh Anderson (Suzuki)                     | Frank Perris (Suzuki)                            | Ramón Torras (Bultaco)                     | Hugh Anderson (Suzuki)                     |
| 29     | 1965 | Nürburgring Südschleife  | 250 cc                  | Phil Read (Yamaha)                         | Mike Duff (Yamaha)                               | Ramón Torras (Bultaco)                     | Phil Read (Yamaha)                         |
| 29     | 1965 | Nürburgring Südschleife  | 350 cc                  | Giacomo Agostini (MV Agusta)               | Mike Hailwood (MV Agusta)                        | Gustav Havel (Jawa-CZ)                     | Giacomo Agostini (MV Agusta)               |
| 29     | 1965 | Nürburgring Südschleife  | 500 cc                  | Giacomo Agostini (MV Agusta)               | Mike Hailwood (MV Agusta)                        | Walter Scheimann (Matchless)               | Giacomo Agostini (MV Agusta)               |
| 29     | 1965 | Nürburgring Südschleife  | Zijspanklasse           | Fritz Scheidegger / John Robinson (BMW)    | Siegfried Schauzu / Horst Schneider (BMW)        | Arsenius Butscher / Wolfgang Kalauch (BMW) | Fritz Scheidegger / John Robinson (BMW)    |
|        |      |                          |                         |                                            |                                                  |                                            |                                            |
| 30     | 1966 | Hockenheimring           | 50 cc                   | Hans Georg Anscheidt (Suzuki)              | Ralph Bryans (Honda)                             | Hugh Anderson (Suzuki)                     | Hans Georg Anscheidt (Suzuki)              |
| 30     | 1966 | Hockenheimring           | 125 cc                  | Luigi Taveri (Honda)                       | Ralph Bryans (Honda)                             | Phil Read (Yamaha)                         | Luigi Taveri (Honda)                       |
| 30     | 1966 | Hockenheimring           | 250 cc                  | Mike Hailwood (Honda)                      | Jim Redman (Honda)                               | Bill Ivy (Yamaha)                          | Jim Redman (Honda)                         |
| 30     | 1966 | Hockenheimring           | 350 cc                  | Mike Hailwood (Honda)                      | Tarquinio Provini (Benelli)                      | Bruce Beale (Honda)                        | Mike Hailwood (Honda)                      |
| 30     | 1966 | Hockenheimring           | 500 cc                  | Jim Redman (Honda)                         | Giacomo Agostini (MV Agusta)                     | Gyula Marsovszky (Matchless)               | Jim Redman (Honda)                         |
| 30     | 1966 | Hockenheimring           | Zijspanklasse           | Fritz Scheidegger / John Robinson (BMW)    | Max Deubel / Emil Hörner (BMW)                   | Colin Seeley / Wally Rawlings (BMW)        | Fritz Scheidegger / John Robinson (BMW)    |
|        |      |                          |                         |                                            |                                                  |                                            |                                            |
| 31     | 1967 | Hockenheimring           | 50 cc                   | Hans Georg Anscheidt (Suzuki)              | Rudolf Schmälzle (Kreidler)                      | Josep Busquets (Derbi)                     | Hans Georg Anscheidt (Suzuki)              |
| 31     | 1967 | Hockenheimring           | 125 cc                  | Yoshimi Katayama (Suzuki)                  | Hans Georg Anscheidt (Suzuki)                    | László Szabó (MZ)                          | Bill Ivy (Yamaha)                          |
| 31     | 1967 | Hockenheimring           | 250 cc                  | Ralph Bryans (Honda)                       | Phil Read (Yamaha)                               | Heinz Rosner (MZ)                          | Bill Ivy (Yamaha)                          |
| 31     | 1967 | Hockenheimring           | 350 cc                  | Mike Hailwood (Honda)                      | Giacomo Agostini (MV Agusta)                     | Renzo Pasolini (Benelli)                   | Mike Hailwood (Honda)                      |
| 31     | 1967 | Hockenheimring           | 500 cc                  | Giacomo Agostini (MV Agusta)               | Peter Williams (Matchless)                       | Jack Findlay (Matchless)                   | Giacomo Agostini (MV Agusta)               |
| 31     | 1967 | Hockenheimring           | Zijspanklasse           | Klaus Enders / Ralf Engelhardt (BMW)       | Georg Auerbacher / Eduard Dein (BMW)             | Tony Wakefield / Graham Milton (BMW)       | Klaus Enders / Ralf Engelhardt (BMW)       |
|        |      |                          |                         |                                            |                                                  |                                            |                                            |
| 32     | 1968 | Nürburgring Südschleife  | 50 cc                   | Hans Georg Anscheidt (Suzuki)              | Rudolf Kunz (Kreidler)                           | Rudolf Schmälzle (Kreidler)                | Hans Georg Anscheidt (Suzuki)              |
| 32     | 1968 | Nürburgring Südschleife  | 125 cc                  | Phil Read (Yamaha)                         | Hans Georg Anscheidt (Suzuki)                    | Siegfried Möhringer (Neckermann-MZ)        | Bill Ivy (Yamaha)                          |
| 32     | 1968 | Nürburgring Südschleife  | 250 cc                  | Bill Ivy (Yamaha)                          | Ginger Molloy (Bultaco)                          | Kent Andersson (Yamaha)                    | Bill Ivy (Yamaha)                          |
| 32     | 1968 | Nürburgring Südschleife  | 350 cc                  | Giacomo Agostini (MV Agusta)               | Renzo Pasolini (Benelli)                         | Kel Carruthers (Aermacchi)                 | Giacomo Agostini (MV Agusta)               |
| 32     | 1968 | Nürburgring Südschleife  | 500 cc                  | Giacomo Agostini (MV Agusta)               | Dan Shorey (Norton)                              | Peter Williams (Matchless)                 | Giacomo Agostini (MV Agusta)               |
| 32     | 1968 | Nürburgring Südschleife  | Zijspanklasse           | Helmut Fath / Wolfgang Kalauch (URS)       | Georg Auerbacher / Hermann Hahn (BMW)            | Siegfried Schauzu / Horst Schneider (BMW)  | Klaus Enders / Ralf Engelhardt (BMW)       |
|        |      |                          |                         |                                            |                                                  |                                            |                                            |
| 33     | 1969 | Hockenheimring           | 50 cc                   | Aalt Toersen (Van Veen-Kreidler)           | Jan de Vries (Van Veen-Kreidler)                 | Barry Smith (Derbi)                        | Aalt Toersen (Van Veen-Kreidler)           |
| 33     | 1969 | Hockenheimring           | 125 cc                  | Dave Simmonds (Kawasaki)                   | Dieter Braun (Suzuki)                            | Heinz Kriwanek (Zelfbouw-Rotax)            | Dieter Braun (Suzuki)                      |
| 33     | 1969 | Hockenheimring           | 250 cc                  | Kent Andersson (Yamaha)                    | Lothar John (Suzuki)                             | Klaus Huber (Yamaha)                       | Heinz Rosner (MZ)                          |
| 33     | 1969 | Hockenheimring           | 350 cc                  | Giacomo Agostini (MV Agusta)               | Bill Ivy (Jawa)                                  | František Šťastný (Jawa)                   | Giacomo Agostini (MV Agusta)               |
| 33     | 1969 | Hockenheimring           | 500 cc                  | Giacomo Agostini (MV Agusta)               | Karl Hoppe (Métisse)                             | Jack Findlay (Linto)                       | Giacomo Agostini (MV Agusta)               |
| 33     | 1969 | Hockenheimring           | Zijspanklasse           | Klaus Enders / Ralf Engelhardt (BMW)       | Franz Linnarz / Rudolf Kühnemund (BMW)           | Arsenius Butscher / Josef Huber (BMW)      | Helmut Fath / Wolfgang Kalauch (URS)       |
|        |      |                          |                         |                                            |                                                  |                                            |                                            |
| 34     | 1970 | Nürburgring Nordschleife | 50 cc                   | Ángel Nieto (Derbi)                        | Rudolf Kunz (Kreidler)                           | Gilberto Parlotti (Tomos)                  | Ángel Nieto (Derbi)                        |
| 34     | 1970 | Nürburgring Nordschleife | 125 cc                  | John Dodds (Aermacchi)                     | Heinz Kriwanek (Zelfbouw-Rotax)                  | Walter Sommer (Yamaha)                     | László Szabó (MZ)                          |
| 34     | 1970 | Nürburgring Nordschleife | 250 cc                  | Kel Carruthers (Yamaha)                    | Klaus Huber (Yamaha)                             | Chas Mortimer (Yamaha)                     | Klaus Huber (Yamaha)                       |
| 34     | 1970 | Nürburgring Nordschleife | 350 cc                  | Giacomo Agostini (MV Agusta)               | Kel Carruthers (Yamaha)                          | Chas Mortimer (Broad-Yamaha)               | Giacomo Agostini (MV Agusta)               |
| 34     | 1970 | Nürburgring Nordschleife | 500 cc                  | Giacomo Agostini (MV Agusta)               | Alan Barnett (Colin Seeley)                      | Tommy Robb (Colin Seeley)                  | Giacomo Agostini (MV Agusta)               |
| 34     | 1970 | Nürburgring Nordschleife | Zijspanklasse           | Georg Auerbacher / Hermann Hahn (BMW)      | Heinz Luthringshauser / Hans-Jürgen Cusnik (BMW) | Richard Wegener / Adi Heinrichs (BMW)      | Klaus Enders / Wolfgang Kalauch (BMW)      |
|        |      |                          |                         |                                            |                                                  |                                            |                                            |
| 35     | 1971 | Hockenheimring           | 50 cc                   | Jan de Vries (Van Veen-Kreidler)           | Rudolf Kunz (Kreidler)                           | Ángel Nieto (Derbi)                        | Jan de Vries (Van Veen-Kreidler)           |
| 35     | 1971 | Hockenheimring           | 125 cc                  | Dave Simmonds (Kawasaki)                   | Gilberto Parlotti (Morbidelli)                   | Kent Andersson (Yamaha)                    | Ángel Nieto (Derbi)                        |
| 35     | 1971 | Hockenheimring           | 250 cc                  | Phil Read (Yamaha)                         | Klaus Huber (Yamaha)                             | John Dodds (Yamaha)                        | Phil Read (Yamaha)                         |
| 35     | 1971 | Hockenheimring           | 350 cc                  | Giacomo Agostini (MV Agusta)               | László Szabó (Yamaha)                            | Paul Smart (Yamaha)                        | Giacomo Agostini (MV Agusta)               |
| 35     | 1971 | Hockenheimring           | 500 cc                  | Giacomo Agostini (MV Agusta)               | Rob Bron (Suzuki)                                | Ron Chandler (Kawasaki)                    | Giacomo Agostini (MV Agusta)               |
| 35     | 1971 | Hockenheimring           | Zijspanklasse           | Georg Auerbacher / Hermann Hahn (BMW)      | Arsenius Butscher / Josef Huber (BMW)            | Richard Wegener / Adi Heinrichs (BMW)      | Siegfried Schauzu / Wolfgang Kalauch (BMW) |
|        |      |                          |                         |                                            |                                                  |                                            |                                            |
| 36     | 1972 | Nürburgring Nordschleife | 50 cc                   | Jan de Vries (Van Veen-Kreidler)           | Ángel Nieto (Derbi)                              | Börje Jansson (Jamathi)                    | Ángel Nieto (Derbi)                        |
| 36     | 1972 | Nürburgring Nordschleife | 125 cc                  | Gilberto Parlotti (Morbidelli)             | Chas Mortimer (Yamaha)                           | Börje Jansson (Maico)                      | Gilberto Parlotti (Morbidelli)             |
| 36     | 1972 | Nürburgring Nordschleife | 250 cc                  | Hideo Kanaya (Yamaha)                      | Dieter Braun (Maico)                             | Jarno Saarinen (Yamaha)                    | Hideo Kanaya (Yamaha)                      |
| 36     | 1972 | Nürburgring Nordschleife | 350 cc                  | Jarno Saarinen (Yamaha)                    | Giacomo Agostini (MV Agusta)                     | Hideo Kanaya (Yamaha)                      | Jarno Saarinen (Yamaha)                    |
| 36     | 1972 | Nürburgring Nordschleife | 500 cc                  | Giacomo Agostini (MV Agusta)               | Alberto Pagani (MV Agusta)                       | Kim Newcombe (König)                       | Giacomo Agostini (MV Agusta)               |
| 36     | 1972 | Nürburgring Nordschleife | Zijspanklasse           | Siegfried Schauzu / Wolfgang Kalauch (BMW) | Heinz Luthringshauser / Hans-Jürgen Cusnik (BMW) | Richard Wegener / Adi Heinrichs (BMW)      | Siegfried Schauzu / Wolfgang Kalauch (BMW) |

### Vanaf 1973
| Editie | Jaar | Circuit                  | Klasse              | 1e                                                 | 2e                                               | 3e                                               | Poleposition                                       | Snelste ronde                                      |
| ------ | ---- | ------------------------ | ------------------- | -------------------------------------------------- | ------------------------------------------------ | ------------------------------------------------ | -------------------------------------------------- | -------------------------------------------------- |
| 37     | 1973 | Hockenheimring           | 50 cc               | Theo Timmer (Jamathi)                              | Henk van Kessel (Kreidler)                       | Wolfgang Gedlich (Kreidler)                      | Jan de Vries (Van Veen-Kreidler)                   | Jan de Vries (Van Veen-Kreidler)                   |
| 37     | 1973 | Hockenheimring           | 125 cc              | Kent Andersson (Yamaha)                            | Ángel Nieto (Morbidelli)                         | Jos Schurgers (Bridgestone)                      | Kent Andersson (Yamaha)                            | Kent Andersson (Yamaha)                            |
| 37     | 1973 | Hockenheimring           | 250 cc              | Jarno Saarinen (Yamaha)                            | Hideo Kanaya (Yamaha)                            | Teuvo Länsivuori (Yamaha)                        | Jarno Saarinen (Yamaha)                            | Jarno Saarinen (Yamaha)                            |
| 37     | 1973 | Hockenheimring           | 350 cc              | Teuvo Länsivuori (Yamaha)                          | Víctor Palomo (Yamaha)                           | Pentti Korhonen (Yamaha)                         | John Dodds (Yamaha)                                | Giacomo Agostini (MV Agusta)                       |
| 37     | 1973 | Hockenheimring           | 500 cc              | Phil Read (MV Agusta)                              | Werner Giger (Yamaha)                            | Ernst Hiller (König)                             | Jarno Saarinen (Yamaha)                            | Jarno Saarinen (Yamaha)                            |
| 37     | 1973 | Hockenheimring           | Zijspanklasse       | Klaus Enders / Ralf Engelhardt (Busch-BMW)         | Werner Schwärzel / Karl-Heinz Kleis (König)      | Michel Vanneste / Serge Vanneste (BMW)           | Jeff Gawley / Peter Sales (König)                  | Klaus Enders / Ralf Engelhardt (Busch-BMW)         |
|        |      |                          |                     |                                                    |                                                  |                                                  |                                                    |                                                    |
| 38     | 1974 | Nürburgring Nordschleife | 50 cc               | Ingo Emmerich (Kreidler)                           | Arnulf Teuchert (Kreidler)                       | Wolfgang Golembeck (Kreidler)                    | niet vergeven                                      | Ingo Emmerich (Kreidler)                           |
| 38     | 1974 | Nürburgring Nordschleife | 125 cc              | Fritz Reitmaier (Maico)                            | Wolfgang Rubel (Maico)                           | Hans Dittberner (Maico)                          | niet vergeven                                      | Fritz Reitmaier (Maico)                            |
| 38     | 1974 | Nürburgring Nordschleife | 250 cc              | Helmut Kassner (Yamaha)                            | Horst Lahfeld (Yamaha)                           | Karl Hoffmann (Yamaha)                           | niet vergeven                                      | Helmut Kassner (Yamaha)                            |
| 38     | 1974 | Nürburgring Nordschleife | 350 cc              | Helmut Kassner (Yamaha)                            | Wolfgang Stephan (Yamaha)                        | Franz Weidacher (Yamaha)                         | niet vergeven                                      | Helmut Kassner (Yamaha)                            |
| 38     | 1974 | Nürburgring Nordschleife | 500 cc              | Edmund Czihak (Yamaha)                             | Helmut Kassner (Yamaha)                          | Walter Kaletsch (Yamaha)                         | niet vergeven                                      | Edmund Czihak (Yamaha)                             |
| 38     | 1974 | Nürburgring Nordschleife | Zijspanklasse       | Werner Schwärzel / Karl-Heinz Kleis (König)        | Klaus Enders / Ralf Engelhardt (Busch Spezial)   | Siegfried Schauzu / Wolfgang Kalauch (BMW)       | Werner Schwärzel / Karl-Heinz Kleis (König)        | Werner Schwärzel / Karl-Heinz Kleis (König)        |
|        |      |                          |                     |                                                    |                                                  |                                                  |                                                    |                                                    |
| 39     | 1975 | Hockenheimring           | 50 cc               | Ángel Nieto (Van Veen-Kreidler)                    | Eugenio Lazzarini (Piovaticci)                   | Julien van Zeebroeck (Van Veen-Kreidler)         | Eugenio Lazzarini (Piovaticci)                     | Ángel Nieto (Van Veen-Kreidler)                    |
| 39     | 1975 | Hockenheimring           | 125 cc              | Paolo Pileri (Morbidelli)                          | Pier Paolo Bianchi (Morbidelli)                  | Kent Andersson (Yamaha)                          | Pier Paolo Bianchi (Morbidelli)                    | Pier Paolo Bianchi (Morbidelli)                    |
| 39     | 1975 | Hockenheimring           | 250 cc              | Walter Villa (Harley-Davidson)                     | Michel Rougerie (Harley-Davidson)                | Víctor Palomo (Yamaha)                           | Walter Villa (Harley-Davidson)                     | Walter Villa (Harley-Davidson)                     |
| 39     | 1975 | Hockenheimring           | 350 cc              | Johnny Cecotto (Yamaha)                            | Dieter Braun (Yamaha)                            | Pentti Korhonen (Yamaha)                         | Giacomo Agostini (Yamaha)                          | Johnny Cecotto (Yamaha)                            |
| 39     | 1975 | Hockenheimring           | 500 cc              | Giacomo Agostini (Yamaha)                          | Phil Read (MV Agusta)                            | Teuvo Länsivuori (Suzuki)                        | Teuvo Länsivuori (Suzuki)                          | Giacomo Agostini (Yamaha)                          |
| 39     | 1975 | Hockenheimring           | Zijspanklasse       | Rolf Biland / Freddie Freiburghaus (Seymaz-Yamaha) | Werner Schwärzel / Andreas Huber (König)         | Rolf Steinhausen / Josef Huber (Busch-König)     | Rolf Biland / Freddie Freiburghaus (Seymaz-Yamaha) | Rolf Biland / Freddie Freiburghaus (Seymaz-Yamaha) |
|        |      |                          |                     |                                                    |                                                  |                                                  |                                                    |                                                    |
| 40     | 1976 | Nürburgring Nordschleife | 50 cc               | Ángel Nieto (Bultaco)                              | Herbert Rittberger (Van Veen-Kreidler)           | Ulrich Graf (Kreidler)                           | Ulrich Graf (Kreidler)                             | Ángel Nieto (Bultaco)                              |
| 40     | 1976 | Nürburgring Nordschleife | 125 cc              | Toni Mang (Morbidelli)                             | Walter Koschine (Maico)                          | Julien van Zeebroeck (Morbidelli)                | Pier Paolo Bianchi (Morbidelli)                    | Toni Mang (Morbidelli)                             |
| 40     | 1976 | Nürburgring Nordschleife | 250 cc              | Walter Villa (Harley-Davidson)                     | Kork Ballington (Yamaha)                         | Jon Ekerold (Yamaha)                             | Walter Villa (Harley-Davidson)                     | Walter Villa (Harley-Davidson)                     |
| 40     | 1976 | Nürburgring Nordschleife | 350 cc              | Walter Villa (Harley-Davidson)                     | Johnny Cecotto (Yamaha)                          | Gianfranco Bonera (Rieju)                        | Walter Villa (Harley-Davidson)                     | Johnny Cecotto (Yamaha)                            |
| 40     | 1976 | Nürburgring Nordschleife | 500 cc              | Giacomo Agostini (MV Agusta)                       | Marco Lucchinelli (Suzuki)                       | Pat Hennen (Suzuki)                              | Virginio Ferrari (Suzuki)                          | Marcel Ankoné (Suzuki)                             |
| 40     | 1976 | Nürburgring Nordschleife | Zijspanklasse       | Werner Schwärzel / Andreas Huber (König)           | Rolf Steinhausen / Josef Huber (Busch-König)     | George O'Dell / Kenny Arthur (May-Yamaha)        | Rolf Biland / Kenneth Williams (Seymaz-Yamaha)     | Werner Schwärzel / Andreas Huber (König)           |
|        |      |                          |                     |                                                    |                                                  |                                                  |                                                    |                                                    |
| 41     | 1977 | Hockenheimring           | 50 cc               | Herbert Rittberger (Kreidler)                      | Ángel Nieto (Bultaco)                            | Eugenio Lazzarini (Bultaco)                      | Ángel Nieto (Bultaco)                              | Herbert Rittberger (Kreidler)                      |
| 41     | 1977 | Hockenheimring           | 125 cc              | Pier Paolo Bianchi (Morbidelli)                    | Eugenio Lazzarini (Morbidelli)                   | Toni Mang (Morbidelli)                           | Eugenio Lazzarini (Morbidelli)                     | Pier Paolo Bianchi (Morbidelli)                    |
| 41     | 1977 | Hockenheimring           | 250 cc              | Christian Sarron (Yamaha)                          | Akihiko Kiyohara (Kawasaki)                      | Franco Uncini (Harley-Davidson)                  | Akihiko Kiyohara (Kawasaki)                        | Akihiko Kiyohara (Kawasaki)                        |
| 41     | 1977 | Hockenheimring           | 350 cc              | Takazumi Katayama (Yamaha)                         | Giacomo Agostini (Yamaha)                        | Olivier Chevallier (Yamaha)                      | Alan North (Yamaha)                                | Giacomo Agostini (Yamaha)                          |
| 41     | 1977 | Hockenheimring           | 500 cc              | Barry Sheene (Suzuki)                              | Pat Hennen (Suzuki)                              | Steve Baker (Yamaha)                             | Barry Sheene (Suzuki)                              | Barry Sheene (Suzuki)                              |
| 41     | 1977 | Hockenheimring           | Zijspanklasse       | Rolf Biland / Kenneth Williams (Schmid-Yamaha)     | Max Venus / Norbert Bittermann (König)           | George O'Dell / Kenny Arthur (Windle-Yamaha)     | Rolf Biland / Kenneth Williams (Schmid-Yamaha)     | Rolf Biland / Kenneth Williams (Schmid-Yamaha)     |
|        |      |                          |                     |                                                    |                                                  |                                                  |                                                    |                                                    |
| 42     | 1978 | Nürburgring Nordschleife | 50 cc               | Ricardo Tormo (Bultaco)                            | Ángel Nieto (Bultaco)                            | Eugenio Lazzarini (Kreidler)                     | Ricardo Tormo (Bultaco)                            | Ricardo Tormo (Bultaco)                            |
| 42     | 1978 | Nürburgring Nordschleife | 125 cc              | Ángel Nieto (Minarelli)                            | Thierry Espié (Motobécane)                       | Hans Müller (Morbidelli)                         | Thierry Espié (Motobécane)                         | Ángel Nieto (Minarelli)                            |
| 42     | 1978 | Nürburgring Nordschleife | 250 cc              | Kork Ballington (Kawasaki)                         | Gregg Hansford (Kawasaki)                        | Tom Herron (Yamaha)                              | Gregg Hansford (Kawasaki)                          | Kork Ballington (Kawasaki)                         |
| 42     | 1978 | Nürburgring Nordschleife | 350 cc              | Takazumi Katayama (Yamaha)                         | Kork Ballington (Kawasaki)                       | Michel Rougerie (Yamaha)                         | Gregg Hansford (Kawasaki)                          | Takazumi Katayama (Yamaha)                         |
| 42     | 1978 | Nürburgring Nordschleife | 500 cc              | Virginio Ferrari (Suzuki)                          | Johnny Cecotto (Yamaha)                          | Kenny Roberts (Yamaha)                           | Johnny Cecotto (Yamaha)                            | Virginio Ferrari (Suzuki)                          |
| 42     | 1978 | Nürburgring Nordschleife | Zijspanklasse       | Werner Schwärzel / Andreas Huber (ARO-Fath)        | Alain Michel / Stuart Collins (Seymaz-Yamaha)    | Dick Greasley / Gordon Russell (Busch-Yamaha)    | Rolf Biland / Kenneth Williams (BEO-Yamaha)        | Alain Michel / Stuart Collins (Seymaz-Yamaha)      |
|        |      |                          |                     |                                                    |                                                  |                                                  |                                                    |                                                    |
| 43     | 1979 | Hockenheimring           | 50 cc               | Gerhard Waibel (Kreidler)                          | Peter Looijesteijn (Kreidler)                    | Ingo Emmerich (Kreidler)                         | Ricardo Tormo (Bultaco)                            | Ricardo Tormo (Bultaco)                            |
| 43     | 1979 | Hockenheimring           | 125 cc              | Ángel Nieto (Minarelli)                            | Harald Bartol (Morbidelli)                       | Walter Koschine (Delta Fantic)                   | Ángel Nieto (Minarelli)                            | Ángel Nieto (Minarelli)                            |
| 43     | 1979 | Hockenheimring           | 250 cc              | Kork Ballington (Kawasaki)                         | Randy Mamola (Yamaha)                            | Toni Mang (Kawasaki)                             | Walter Villa (Yamaha)                              | Kork Ballington (Kawasaki)                         |
| 43     | 1979 | Hockenheimring           | 350 cc              | Jon Ekerold (Yamaha)                               | Toni Mang (Kawasaki)                             | Michel Frutschi (Yamaha)                         | Walter Villa (Yamaha)                              | Michel Frutschi (Yamaha)                           |
| 43     | 1979 | Hockenheimring           | 500 cc              | Wil Hartog (Suzuki)                                | Kenny Roberts (Yamaha)                           | Virginio Ferrari (Suzuki)                        | Barry Sheene (Suzuki)                              | Kenny Roberts (Yamaha)                             |
| 43     | 1979 | Hockenheimring           | Zijspanklasse (B2A) | Rolf Steinhausen / Kenny Arthur (KSA-Yamaha)       | Siegfried Schauzu / Lorenzo Puzo (Busch-Yamaha)  | Dick Greasley / John Parkins (Yamaha)            | Max Venus / Norbert Bittermann (Yamaha)            | Rolf Steinhausen / Kenny Arthur (KSA-Yamaha)       |
|        |      |                          |                     |                                                    |                                                  |                                                  |                                                    |                                                    |
| 44     | 1980 | Nürburgring Nordschleife | 50 cc               | Stefan Dörflinger (Van Veen-Kreidler)              | Eugenio Lazzarini (Van Veen-Kreidler)            | Hans-Jürgen Hummel (Van Veen-Kreidler)           | Ricardo Tormo (Kreidler)                           | Stefan Dörflinger (Van Veen-Kreidler)              |
| 44     | 1980 | Nürburgring Nordschleife | 125 cc              | Guy Bertin (Motobécane)                            | Ángel Nieto (Minarelli)                          | Hans Müller (MBA)                                | Guy Bertin (Motobécane)                            | Guy Bertin (Motobécane)                            |
| 44     | 1980 | Nürburgring Nordschleife | 250 cc              | Kork Ballington (Kawasaki)                         | J.-F. Baldé (Kawasaki)                           | Toni Mang (Kawasaki)                             | Toni Mang (Kawasaki)                               | Kork Ballington (Kawasaki)                         |
| 44     | 1980 | Nürburgring Nordschleife | 350 cc              | Jon Ekerold (Yamaha)                               | Toni Mang (Kawasaki)                             | Johnny Cecotto (Yamaha)                          | Toni Mang (Kawasaki)                               | Jon Ekerold (Yamaha)                               |
| 44     | 1980 | Nürburgring Nordschleife | 500 cc              | Marco Lucchinelli (Suzuki)                         | Graeme Crosby (Suzuki)                           | Wil Hartog (Suzuki)                              | Randy Mamola (Suzuki)                              | Marco Lucchinelli (Suzuki)                         |
| 44     | 1980 | Nürburgring Nordschleife | Zijspanklasse       | Jock Taylor / Benga Johansson (Windle-Yamaha)      | Alain Michel / Michael Burkhard (Seymaz-Yamaha)  | Egbert Streuer / Johan van der Kaap (LCR-Yamaha) | Rolf Biland / Kurt Waltisperg (LCR-Yamaha)         | Rolf Biland / Kurt Waltisperg' (LCR-Yamaha)        |
|        |      |                          |                     |                                                    |                                                  |                                                  |                                                    |                                                    |
| 45     | 1981 | Hockenheimring           | 50 cc               | Stefan Dörflinger (Van Veen-Kreidler)              | Hans-Jürgen Hummel (Rieju)                       | Rudolf Kunz (Van Veen-Kreidler)                  | Stefan Dörflinger (Van Veen-Kreidler)              | Stefan Dörflinger (Van Veen-Kreidler)              |
| 45     | 1981 | Hockenheimring           | 125 cc              | Ángel Nieto (Minarelli)                            | Stefan Dörflinger (MBA)                          | Hans Müller (MBA)                                | Ángel Nieto (Minarelli)                            | Ángel Nieto (Minarelli)                            |
| 45     | 1981 | Hockenheimring           | 250 cc              | Toni Mang (Kawasaki)                               | Carlos Lavado (Yamaha)                           | Roland Freymond (Ad Maiora)                      | Toni Mang (Kawasaki)                               | Toni Mang (Kawasaki)                               |
| 45     | 1981 | Hockenheimring           | 350 cc              | Toni Mang (Kawasaki)                               | Eric Saul (Yamaha)                               | Thierry Espié (Yamaha)                           | Patrick Fernandez (Bimota-Yamaha)                  | Toni Mang (Kawasaki)                               |
| 45     | 1981 | Hockenheimring           | 500 cc              | Kenny Roberts (Yamaha)                             | Randy Mamola (Suzuki)                            | Marco Lucchinelli (Suzuki)                       | Graeme Crosby (Suzuki)                             | Kenny Roberts                                      |
| 45     | 1981 | Hockenheimring           | Zijspanklasse       | Alain Michel / Michael Burkhard (Seymaz-Yamaha)    | Jock Taylor / Benga Johansson (Fowler-Yamaha)    | Werner Schwärzel / Andreas Huber (Seymaz-Yamaha) | Rolf Biland / Kurt Waltisperg (LCR-Yamaha)         | Jock Taylor / Benga Johansson (Fowler-Yamaha)      |
|        |      |                          |                     |                                                    |                                                  |                                                  |                                                    |                                                    |
| 46     | 1982 | Hockenheimring           | 50 cc               | Stefan Dörflinger (Kreidler)                       | Eugenio Lazzarini (Garelli)                      | Claudio Lusuardi (Moto Villa)                    | Stefan Dörflinger (Kreidler)                       | Stefan Dörflinger (Kreidler)                       |
| 46     | 1982 | Hockenheimring           | 250 cc              | Toni Mang (Kawasaki)                               | Paolo Ferretti (MBA)                             | Thierry Espié (Pernod)                           | Toni Mang (Kawasaki)                               | Thierry Espié (Pernod)                             |
| 46     | 1982 | Hockenheimring           | 350 cc              | Manfred Herweh (Yamaha)                            | Toni Mang (Kawasaki)                             | Eric Saul (ELF)                                  | Toni Mang (Kawasaki)                               | Toni Mang (Kawasaki)                               |
| 46     | 1982 | Hockenheimring           | 500 cc              | Randy Mamola (Suzuki)                              | Virginio Ferrari (Suzuki)                        | Loris Reggiani (Suzuki)                          | Freddie Spencer (Honda)                            | Freddie Spencer (Honda)                            |
| 46     | 1982 | Hockenheimring           | Zijspanklasse       | Rolf Biland / Kurt Waltisperg (LCR-Yamaha)         | Egbert Streuer / Bernard Schnieders (LCR-Yamaha) | Derek Jones / Brian Ayres (LCR-Yamaha)           | Rolf Biland / Kurt Waltisperg (LCR-Yamaha)         | Rolf Biland / Kurt Waltisperg (LCR-Yamaha)         |
|        |      |                          |                     |                                                    |                                                  |                                                  |                                                    |                                                    |
| 47     | 1983 | Hockenheimring           | 50 cc               | Stefan Dörflinger (Krauser)                        | Eugenio Lazzarini (Garelli)                      | Gerhard Bauer (Rieju)                            | Stefan Dörflinger (Krauser)                        | Stefan Dörflinger (Krauser)                        |
| 47     | 1983 | Hockenheimring           | 125 cc              | Ángel Nieto (Garelli)                              | Eugenio Lazzarini (Garelli)                      | Pier Paolo Bianchi (Sanvenero)                   | Eugenio Lazzarini (Garelli)                        | Ángel Nieto (Garelli)                              |
| 47     | 1983 | Hockenheimring           | 250 cc              | Carlos Lavado (Yamaha)                             | Patrick Fernandez (Bartol)                       | Didier de Radiguès (Chevallier)                  | Jacques Cornu (Yamaha)                             | Carlos Lavado (Yamaha)                             |
| 47     | 1983 | Hockenheimring           | 500 cc              | Kenny Roberts (Yamaha)                             | Takazumi Katayama (Honda)                        | Marco Lucchinelli (Honda)                        | Freddie Spencer (Honda)                            | Takazumi Katayama (Honda)                          |
| 47     | 1983 | Hockenheimring           | Zijspanklasse       | Egbert Streuer / Bernard Schnieders (LCR-Yamaha)   | Alain Michel / Claude Monchaud (LCR-Yamaha)      | Derek Jones / Brian Ayres (LCR-Yamaha)           | Rolf Biland / Kurt Waltisperg (LCR-Yamaha)         | Rolf Biland / Kurt Waltisperg (LCR-Yamaha)         |
|        |      |                          |                     |                                                    |                                                  |                                                  |                                                    |                                                    |
| 48     | 1984 | Nürburgring (GP-circuit) | 80 cc               | Stefan Dörflinger (Zündapp)                        | Pier Paolo Bianchi (Rieju)                       | Gerhard Waibel (Real)                            | Jorge Martínez (Derbi)                             | Jorge Martínez (Derbi)                             |
| 48     | 1984 | Nürburgring (GP-circuit) | 125 cc              | Ángel Nieto (Garelli)                              | Luca Cadalora (MBA)                              | Eugenio Lazzarini (Garelli)                      | Maurizio Vitali (MBA)                              | Eugenio Lazzarini (Garelli)                        |
| 48     | 1984 | Nürburgring (GP-circuit) | 250 cc              | Christian Sarron (Yamaha)                          | Martin Wimmer (Yamaha)                           | Manfred Herweh (Real)                            | Christian Sarron (Yamaha)                          | Manfred Herweh (Real)                              |
| 48     | 1984 | Nürburgring (GP-circuit) | 500 cc              | Freddie Spencer (Honda)                            | Eddie Lawson (Yamaha)                            | Randy Mamola (Honda)                             | Freddie Spencer (Honda)                            | Freddie Spencer (Honda)                            |
| 48     | 1984 | Nürburgring (GP-circuit) | Zijspanklasse       | Egbert Streuer / Bernard Schnieders (LCR-Yamaha)   | Alain Michel / Jean-Marc Fresc (LCR-Yamaha)      | Steve Webster / Tony Hewitt (LCR-Yamaha)         | Rolf Biland / Kurt Waltisperg (LCR-Yamaha)         | Egbert Streuer / Bernard Schnieders (LCR-Yamaha)   |
|        |      |                          |                     |                                                    |                                                  |                                                  |                                                    |                                                    |
| 49     | 1985 | Hockenheimring           | 80 cc               | Stefan Dörflinger (Krauser)                        | Gerhard Waibel (Seel)                            | Gerd Kafka (Rieju)                               | Stefan Dörflinger (Krauser)                        | Stefan Dörflinger (Krauser)                        |
| 49     | 1985 | Hockenheimring           | 125 cc              | August Auinger (MBA)                               | Fausto Gresini (Garelli)                         | Pier Paolo Bianchi (MBA)                         | Pier Paolo Bianchi (MBA)                           | August Auinger (MBA)                               |
| 49     | 1985 | Hockenheimring           | 250 cc              | Martin Wimmer (Yamaha)                             | Freddie Spencer (Honda)                          | Toni Mang (Honda)                                | Freddie Spencer (Honda)                            | Martin Wimmer (Yamaha)                             |
| 49     | 1985 | Hockenheimring           | 500 cc              | Christian Sarron (Yamaha)                          | Freddie Spencer (Honda)                          | Ron Haslam (Honda)                               | Freddie Spencer (Honda)                            | Christian Sarron (Yamaha)                          |
| 49     | 1985 | Hockenheimring           | Zijspanklasse       | Werner Schwärzel / Fritz Buck (LCR-Yamaha)         | Steve Webster / Tony Hewitt (LCR-Yamaha)         | Egbert Streuer / Bernard Schnieders (LCR-Yamaha) | Werner Schwärzel / Fritz Buck (LCR-Yamaha)         | Steve Webster / Tony Hewitt (LCR-Yamaha)           |
|        |      |                          |                     |                                                    |                                                  |                                                  |                                                    |                                                    |
| 50     | 1986 | Nürburgring (GP-circuit) | 80 cc               | Manuel Herreros (Derbi)                            | Stefan Dörflinger (Krauser)                      | Ian McConnachie (Krauser)                        | Stefan Dörflinger (Krauser)                        | Ian McConnachie (Krauser)                          |
| 50     | 1986 | Nürburgring (GP-circuit) | 125 cc              | Luca Cadalora (Garelli)                            | Fausto Gresini (Garelli)                         | Ezio Gianola (MBA)                               | Luca Cadalora (Garelli)                            | Luca Cadalora (Garelli)                            |
| 50     | 1986 | Nürburgring (GP-circuit) | 250 cc              | Carlos Lavado (Yamaha)                             | Toni Mang (Honda)                                | Martin Wimmer (Yamaha)                           | Carlos Lavado (Yamaha)                             | Toni Mang (Honda)                                  |
| 50     | 1986 | Nürburgring (GP-circuit) | 500 cc              | Eddie Lawson (Yamaha)                              | Wayne Gardner (Honda)                            | Mike Baldwin (Yamaha)                            | Eddie Lawson (Yamaha)                              | Eddie Lawson (Yamaha)                              |
| 50     | 1986 | Nürburgring (GP-circuit) | Zijspanklasse       | Egbert Streuer / Bernard Schnieders (LCR-Yamaha)   | Rolf Biland / Kurt Waltisperg (LCR-Krauser)      | Steve Abbott / Shaun Smith (Windle-Yamaha)       | Rolf Biland / Kurt Waltisperg (LCR-Krauser)        | Egbert Streuer / Bernard Schnieders (LCR-Yamaha)   |
|        |      |                          |                     |                                                    |                                                  |                                                  |                                                    |                                                    |
| 51     | 1987 | Hockenheimring           | 80 cc               | Gerhard Waibel (Krauser)                           | Jorge Martínez (Derbi)                           | Stefan Dörflinger (Krauser)                      | Gerhard Waibel (Krauser)                           | Jorge Martínez (Derbi)                             |
| 51     | 1987 | Hockenheimring           | 125 cc              | Fausto Gresini (Garelli)                           | August Auinger (MBA)                             | Bruno Casanova (Garelli)                         | Fausto Gresini (Garelli)                           | Fausto Gresini (Garelli)                           |
| 51     | 1987 | Hockenheimring           | 250 cc              | Toni Mang (Honda)                                  | Jacques Cornu (Honda)                            | Reinhold Roth (Honda)                            | Reinhold Roth (Honda)                              | Carlos Lavado (Yamaha)                             |
| 51     | 1987 | Hockenheimring           | 500 cc              | Eddie Lawson (Yamaha)                              | Randy Mamola (Yamaha)                            | Ron Haslam (ELF)-Honda)                          | Wayne Gardner (Honda)                              | Wayne Gardner (Honda)                              |
| 51     | 1987 | Hockenheimring           | Zijspanklasse       | Steve Webster / Tony Hewitt (LCR-Krauser)          | Egbert Streuer / Bernard Schnieders (LCR-Yamaha) | Alain Michel / Jean-Marc Fresc (LCR-Krauser)     | Steve Webster / Tony Hewitt (LCR-Krauser)          | Steve Webster / Tony Hewitt (LCR-Krauser)          |
|        |      |                          |                     |                                                    |                                                  |                                                  |                                                    |                                                    |
| 52     | 1988 | Nürburgring (GP-circuit) | 80 cc               | Jorge Martínez (Derbi)                             | Àlex Crivillé (Derbi)                            | Manuel Herreros (Derbi)                          | Jorge Martínez (Derbi)                             | Jorge Martínez (Derbi)                             |
| 52     | 1988 | Nürburgring (GP-circuit) | 125 cc              | Ezio Gianola (Honda)                               | Julián Miralles (Honda)                          | Hans Spaan (Honda)                               | Hans Spaan (Honda)                                 | Alfred Waibel (Waibel Special)                     |
| 52     | 1988 | Nürburgring (GP-circuit) | 250 cc              | Luca Cadalora (Yamaha)                             | Sito Pons (Honda)                                | Juan Garriga (Yamaha)                            | Thierry Rapicault (Fior)                           | Juan Garriga (Yamaha)                              |
| 52     | 1988 | Nürburgring (GP-circuit) | 500 cc              | Kevin Schwantz (Suzuki)                            | Wayne Rainey (Yamaha)                            | Christian Sarron (Yamaha)                        | Wayne Gardner (Honda)                              | Kevin Schwantz (Suzuki)                            |
| 52     | 1988 | Nürburgring (GP-circuit) | Zijspanklasse       | Rolf Biland / Kurt Waltisperg (LCR-Krauser)        | Steve Webster / Tony Hewitt (LCR-Krauser)        | Alfred Zurbrügg / Martin Zurbrügg (LCR-Yamaha)   | Rolf Biland / Kurt Waltisperg (LCR-Krauser)        | Rolf Biland / Kurt Waltisperg (LCR-Krauser)        |
|        |      |                          |                     |                                                    |                                                  |                                                  |                                                    |                                                    |
| 53     | 1989 | Hockenheimring           | 80 cc               | Peter Öttl (Krauser)                               | Manuel Herreros (Derbi)                          | Herri Torrontegui (Krauser)                      | Stefan Dörflinger (Krauser)                        | Peter Öttl (Krauser)                               |
| 53     | 1989 | Hockenheimring           | 125 cc              | Àlex Crivillé (JJ Cobas)                           | Ezio Gianola (Honda)                             | Julián Miralles (Derbi)                          | Ezio Gianola (Honda)                               | Julián Miralles (Derbi)                            |
| 53     | 1989 | Hockenheimring           | 250 cc              | Sito Pons (Honda)                                  | Reinhold Roth (Honda)                            | Masao Shimizu (Honda)                            | Helmut Bradl (Honda)                               | Sito Pons (Honda)                                  |
| 53     | 1989 | Hockenheimring           | 500 cc              | Wayne Rainey (Yamaha)                              | Eddie Lawson (Honda)                             | Mick Doohan (Honda)                              | Kevin Schwantz (Suzuki)                            | Kevin Schwantz (Suzuki)                            |
| 53     | 1989 | Hockenheimring           | Zijspanklasse       | Steve Webster / Tony Hewitt (LCR-Krauser)          | Egbert Streuer / Geral de Haas (LCR-Yamaha)      | Masato Kumano / Markus Fährni (LCR-Yamaha)       | Steve Webster / Tony Hewitt (LCR-Krauser)          | Egbert Streuer / Geral de Haas (LCR-Yamaha)        |
|        |      |                          |                     |                                                    |                                                  |                                                  |                                                    |                                                    |
| 54     | 1990 | Nürburgring (GP-circuit) | 125 cc              | Doriano Romboni (Honda)                            | Dirk Raudies (Honda)                             | Loris Capirossi (Honda)                          | Doriano Romboni (Honda)                            | Jorge Martínez (JJ Cobas)                          |
| 54     | 1990 | Nürburgring (GP-circuit) | 250 cc              | Wilco Zeelenberg (Honda)                           | Carlos Cardús (Honda)                            | John Kocinski (Yamaha)                           | Luca Cadalora (Yamaha)                             | Wilco Zeelenberg (Honda)                           |
| 54     | 1990 | Nürburgring (GP-circuit) | 500 cc              | Kevin Schwantz (Suzuki)                            | Wayne Rainey (Yamaha)                            | Niall Mackenzie (Suzuki)                         | Kevin Schwantz (Suzuki)                            | Kevin Schwantz (Suzuki)                            |
| 54     | 1990 | Nürburgring (GP-circuit) | Zijspanklasse       | Steve Webster / Gavin Simmons (LCR-Krauser)        | Paul Güdel / Charly Güdel (LCR-Yamaha)           | Steve Abbott / Shaun Smith (Windle-Yamaha)       | Alain Michel / Simon Birchall (LCR-Krauser)        | Egbert Streuer / Geral de Haas (LCR-Yamaha)        |
|        |      |                          |                     |                                                    |                                                  |                                                  |                                                    |                                                    |
| 55     | 1991 | Hockenheimring           | 125 cc              | Ralf Waldmann (Honda)                              | Loris Capirossi (Honda)                          | Heinz Lüthi (ELF)                                | Loris Capirossi (Honda)                            | Loris Capirossi (Honda)                            |
| 55     | 1991 | Hockenheimring           | 250 cc              | Helmut Bradl (Honda)                               | Carlos Cardús (Honda)                            | Wilco Zeelenberg (Honda)                         | Helmut Bradl (Honda)                               | Helmut Bradl (Honda)                               |
| 55     | 1991 | Hockenheimring           | 500 cc              | Kevin Schwantz (Suzuki)                            | Wayne Rainey (Yamaha)                            | Mick Doohan (Honda)                              | Mick Doohan (Honda)                                | Kevin Schwantz (Suzuki)                            |
| 55     | 1991 | Hockenheimring           | Zijspanklasse       | Ralph Bohnhorst / Bruno Hiller (LCR-Krauser)       | Alain Michel / Simon Birchall (LCR-Krauser)      | Rolf Biland / Kurt Waltisperg (LCR-Honda)        | Steve Webster / Gavin Simmons (LCR-Krauser)        | Egbert Streuer / Pete Essaf (LCR-Krauser)          |
|        |      |                          |                     |                                                    |                                                  |                                                  |                                                    |                                                    |
| 56     | 1992 | Hockenheimring           | 125 cc              | Bruno Casanova (Aprilia)                           | Fausto Gresini (Honda)                           | Ralf Waldmann (Honda)                            | Ralf Waldmann (Honda)                              | Ezio Gianola (Honda)                               |
| 56     | 1992 | Hockenheimring           | 250 cc              | Pierfrancesco Chili (Aprilia)                      | Max Biaggi (Aprilia)                             | Loris Reggiani (Aprilia)                         | Max Biaggi (Aprilia)                               | Loris Reggiani (Aprilia)                           |
| 56     | 1992 | Hockenheimring           | 500 cc              | Mick Doohan (Honda)                                | Kevin Schwantz (Suzuki)                          | Wayne Gardner (Honda)                            | Mick Doohan (Honda)                                | Mick Doohan (Honda)                                |
| 56     | 1992 | Hockenheimring           | Zijspanklasse       | Steve Webster / Gavin Simmons (LCR-ADM)            | Klaus Klaffenböck / Christian Parzer (LCR-ADM)   | Darren Dixon / Andy Hetherington (LCR-Krauser)   | Rolf Biland / Kurt Waltisperg (LCR-Krauser)        | Steve Webster / Gavin Simmons (LCR-ADM)            |
|        |      |                          |                     |                                                    |                                                  |                                                  |                                                    |                                                    |
| 57     | 1993 | Hockenheimring           | 125 cc              | Dirk Raudies (Honda)                               | Kazuto Sakata (Honda)                            | Takeshi Tsujimura (Honda)                        | Dirk Raudies (Honda)                               | Kazuto Sakata (Honda)                              |
| 57     | 1993 | Hockenheimring           | 250 cc              | Doriano Romboni (Honda)                            | Loris Capirossi (Honda)                          | Helmut Bradl (Honda)                             | Doriano Romboni (Honda)                            | Loris Capirossi (Honda)                            |
| 57     | 1993 | Hockenheimring           | 500 cc              | Daryl Beattie (Honda)                              | Kevin Schwantz (Suzuki)                          | Shinichi Ito (Honda)                             | Shinichi Ito (Honda)                               | Mick Doohan (Honda)                                |
| 57     | 1993 | Hockenheimring           | Zijspanklasse       | Rolf Biland / Kurt Waltisperg (LCR-Krauser)        | Steve Abbott / Julian Tailford (Windle-ADM)      | Paul Güdel / Charly Güdel (LCR-Krauser)          | Rolf Biland / Kurt Waltisperg (LCR-Krauser)        | Rolf Biland / Kurt Waltisperg (LCR-Krauser)        |
|        |      |                          |                     |                                                    |                                                  |                                                  |                                                    |                                                    |
| 58     | 1994 | Hockenheimring           | 125 cc              | Dirk Raudies (Honda)                               | Kazuto Sakata (Aprilia)                          | Tomomi Manako (Honda)                            | Noboru Ueda (Honda)                                | Dirk Raudies (Honda)                               |
| 58     | 1994 | Hockenheimring           | 250 cc              | Loris Capirossi (Honda)                            | Max Biaggi (Aprilia)                             | Doriano Romboni (Honda)                          | Loris Capirossi (Honda)                            | Loris Capirossi (Honda)                            |
| 58     | 1994 | Hockenheimring           | 500 cc              | Mick Doohan (Honda)                                | Kevin Schwantz (Suzuki)                          | Alberto Puig (Honda)                             | Mick Doohan (Honda)                                | Mick Doohan (Honda)                                |
| 58     | 1994 | Hockenheimring           | Zijspanklasse       | Rolf Biland / Kurt Waltisperg (LCR-Swissauto)      | Steve Webster / Adolf Hänni (LCR-Yamaha)         | Steve Abbott / Julian Tailford (Windle-Krauser)  | Rolf Biland / Kurt Waltisperg (LCR-Swissauto)      | Paul Güdel / Charly Güdel (LCR-ADM)                |
|        |      |                          |                     |                                                    |                                                  |                                                  |                                                    |                                                    |
| 59     | 1995 | Nürburgring (GP-circuit) | 125 cc              | Haruchika Aoki (Honda)                             | Noboru Ueda (Honda)                              | Emilio Alzamora (Honda)                          | Kazuto Sakata (Aprilia)                            | Akira Saitō (Honda)                                |
| 59     | 1995 | Nürburgring (GP-circuit) | 250 cc              | Max Biaggi (Aprilia)                               | Tetsuya Harada (Yamaha)                          | Tadayuki Okada (Honda)                           | Max Biaggi (Aprilia)                               | Max Biaggi (Aprilia)                               |
| 59     | 1995 | Nürburgring (GP-circuit) | 500 cc              | Daryl Beattie (Suzuki)                             | Luca Cadalora (Yamaha)                           | Shinichi Ito (Honda)                             | Mick Doohan (Honda)                                | Mick Doohan (Honda)                                |
| 59     | 1995 | Nürburgring (GP-circuit) | Zijspanklasse       | Darren Dixon / Andy Hetherington (Windle-ADM)      | Steve Abbott / Julian Tailford (LCR-ADM)         | Markus Bösiger / Jürg Egli (LCR-ADM)             | Paul Güdel / Charly Güdel (LCR-BRM)                | Paul Güdel / Charly Güdel (LCR-BRM)                |
|        |      |                          |                     |                                                    |                                                  |                                                  |                                                    |                                                    |
| 60     | 1996 | Nürburgring (GP-circuit) | 125 cc              | Masaki Tokudome (Aprilia)                          | Stefano Perugini (Aprilia)                       | Haruchika Aoki (Honda)                           | Jorge Martínez (Aprilia)                           | Peter Öttl (Aprilia)                               |
| 60     | 1996 | Nürburgring (GP-circuit) | 250 cc              | Ralf Waldmann (Honda)                              | Olivier Jacque (Honda)                           | Jürgen Fuchs (Honda)                             | Ralf Waldmann (Honda)                              | Ralf Waldmann (Honda)                              |
| 60     | 1996 | Nürburgring (GP-circuit) | 500 cc              | Luca Cadalora (Honda)                              | Mick Doohan (Honda)                              | Àlex Crivillé (Honda)                            | Àlex Crivillé (Honda)                              | Mick Doohan (Honda)                                |
| 60     | 1996 | Nürburgring (GP-circuit) | Zijspanklasse       | Darren Dixon / Andy Hetherington (Windle-ADM)      | Klaus Klaffenböck / Christian Parzer (LCR-ADM)   | Steve Webster / David James (LCR-ADM)            | Steve Webster / David James (LCR-ADM)              | Darren Dixon / Andy Hetherington (Windle-ADM)      |
|        |      |                          |                     |                                                    |                                                  |                                                  |                                                    |                                                    |
| 61     | 1997 | Nürburgring (GP-circuit) | 125 cc              | Valentino Rossi (Aprilia)                          | Yoshiaki Katō (Yamaha)                           | Manfred Geissler (Aprilia)                       | Valentino Rossi (Aprilia)                          | Yoshiaki Katō (Yamaha)                             |
| 61     | 1997 | Nürburgring (GP-circuit) | 250 cc              | Tetsuya Harada (Aprilia)                           | Olivier Jacque (Honda)                           | Ralf Waldmann (Honda)                            | Olivier Jacque (Honda)                             | Tetsuya Harada (Aprilia)                           |
| 61     | 1997 | Nürburgring (GP-circuit) | 500 cc              | Mick Doohan (Honda)                                | Tadayuki Okada (Honda)                           | Takuma Aoki (Honda)                              | Mick Doohan (Honda)                                | Mick Doohan (Honda)                                |
|        |      |                          |                     |                                                    |                                                  |                                                  |                                                    |                                                    |
| 62     | 1998 | Sachsenring              | 125 cc              | Tomomi Manako (Honda)                              | Arnaud Vincent (Aprilia)                         | Roberto Locatelli (Honda)                        | Marco Melandri (Honda)                             | Tomomi Manako (Honda)                              |
| 62     | 1998 | Sachsenring              | 250 cc              | Tetsuya Harada (Aprilia)                           | Jeremy McWilliams (TSR)                          | Valentino Rossi (Aprilia)                        | Tetsuya Harada (Aprilia)                           | Tetsuya Harada (Aprilia)                           |
| 62     | 1998 | Sachsenring              | 500 cc              | Mick Doohan (Honda)                                | Max Biaggi (Honda)                               | Àlex Crivillé (Honda)                            | Max Biaggi (Honda)                                 | Alex Barros (Honda)                                |
|        |      |                          |                     |                                                    |                                                  |                                                  |                                                    |                                                    |
| 63     | 1999 | Sachsenring              | 125 cc              | Marco Melandri (Honda)                             | Emilio Alzamora (Honda)                          | Lucio Cecchinello (Honda)                        | Marco Melandri (Honda)                             | Emilio Alzamora (Honda)                            |
| 63     | 1999 | Sachsenring              | 250 cc              | Valentino Rossi (Aprilia)                          | Loris Capirossi (Honda)                          | Ralf Waldmann (Aprilia)                          | Valentino Rossi (Aprilia)                          | Loris Capirossi (Honda)                            |
| 63     | 1999 | Sachsenring              | 500 cc              | Kenny Roberts jr, (Suzuki)                         | Àlex Crivillé (Honda)                            | Norifumi Abe (Yamaha)                            | Kenny Roberts jr, (Suzuki)                         | Alex Barros (Honda)                                |
|        |      |                          |                     |                                                    |                                                  |                                                  |                                                    |                                                    |
| 64     | 2000 | Sachsenring              | 125 cc              | Youichi Ui (Derbi)                                 | Roberto Locatelli (Aprilia)                      | Simone Sanna (Aprilia)                           | Youichi Ui (Derbi)                                 | Youichi Ui (Derbi)                                 |
| 64     | 2000 | Sachsenring              | 250 cc              | Olivier Jacque (Yamaha)                            | Tohru Ukawa (Honda)                              | Shinya Nakano (Yamaha)                           | Olivier Jacque (Yamaha)                            | Olivier Jacque (Yamaha)                            |
| 64     | 2000 | Sachsenring              | 500 cc              | Alex Barros (Honda)                                | Valentino Rossi (Honda)                          | Kenny Roberts jr, (Suzuki)                       | Kenny Roberts jr, (Suzuki)                         | Tadayuki Okada (Honda)                             |
|        |      |                          |                     |                                                    |                                                  |                                                  |                                                    |                                                    |
| 65     | 2001 | Sachsenring              | 125 cc              | Simone Sanna (Aprilia)                             | Toni Elías (Honda)                               | Manuel Poggiali (Gilera)                         | Max Sabbatani (Aprilia)                            | Lucio Cecchinello (Aprilia)                        |
| 65     | 2001 | Sachsenring              | 250 cc              | Marco Melandri (Aprilia)                           | Daijiro Kato (Honda)                             | Tetsuya Harada (Aprilia)                         | Tetsuya Harada (Aprilia)                           | Marco Melandri (Aprilia)                           |
| 65     | 2001 | Sachsenring              | 500 cc              | Max Biaggi (Yamaha)                                | Carlos Checa (Yamaha)                            | Shinya Nakano (Yamaha)                           | Max Biaggi (Yamaha)                                | Shinya Nakano (Yamaha)                             |
|        |      |                          |                     |                                                    |                                                  |                                                  |                                                    |                                                    |
| 66     | 2002 | Sachsenring              | 125 cc              | Arnaud Vincent (Aprilia)                           | Alex de Angelis (Aprilia)                        | Steve Jenkner (Aprilia)                          | Arnaud Vincent (Aprilia)                           | Steve Jenkner (Aprilia)                            |
| 66     | 2002 | Sachsenring              | 250 cc              | Marco Melandri (Aprilia)                           | Roberto Rolfo (Honda)                            | Sebastián Porto (Yamaha)                         | Fonsi Nieto (Aprilia)                              | Roberto Rolfo (Honda)                              |
| 66     | 2002 | Sachsenring              | MotoGP              | Valentino Rossi (Honda)                            | Max Biaggi (Yamaha)                              | Tohru Ukawa (Honda)                              | Olivier Jacque (Yamaha)                            | Valentino Rossi (Honda)                            |
|        |      |                          |                     |                                                    |                                                  |                                                  |                                                    |                                                    |
| 67     | 2003 | Sachsenring              | 125 cc              | Stefano Perugini (Aprilia)                         | Casey Stoner (Aprilia)                           | Alex de Angelis (Aprilia)                        | Stefano Perugini (Aprilia)                         | Pablo Nieto (Aprilia)                              |
| 67     | 2003 | Sachsenring              | 250 cc              | Roberto Rolfo (Honda)                              | Fonsi Nieto (Aprilia)                            | Randy de Puniet (Aprilia)                        | Sebastián Porto (Honda)                            | Fonsi Nieto (Aprilia)                              |
| 67     | 2003 | Sachsenring              | MotoGP              | Sete Gibernau (Honda)                              | Valentino Rossi (Honda)                          | Troy Bayliss (Ducati)                            | Max Biaggi (Honda)                                 | Max Biaggi (Honda)                                 |
|        |      |                          |                     |                                                    |                                                  |                                                  |                                                    |                                                    |
| 68     | 2004 | Sachsenring              | 125 cc              | Roberto Locatelli (Aprilia)                        | Héctor Barberá (Aprilia)                         | Pablo Nieto (Aprilia)                            | Andrea Dovizioso (Honda)                           | Héctor Barberá (Aprilia)                           |
| 68     | 2004 | Sachsenring              | 250 cc              | Dani Pedrosa (Honda)                               | Sebastián Porto (Aprilia)                        | Alex de Angelis (Aprilia)                        | Sebastián Porto (Aprilia)                          | Sebastián Porto (Aprilia)                          |
| 68     | 2004 | Sachsenring              | MotoGP              | Max Biaggi (Honda)                                 | Alex Barros (Honda)                              | Nicky Hayden (Honda)                             | Max Biaggi (Honda)                                 | Alex Barros (Honda)                                |
|        |      |                          |                     |                                                    |                                                  |                                                  |                                                    |                                                    |
| 69     | 2005 | Sachsenring              | 125 cc              | Mika Kallio (KTM)                                  | Thomas Lüthi (Honda)                             | Marco Simoncelli (Aprilia)                       | Mika Kallio (KTM)                                  | Mika Kallio (KTM)                                  |
| 69     | 2005 | Sachsenring              | 250 cc              | Dani Pedrosa (Honda)                               | Alex de Angelis (Aprilia)                        | Hiroshi Aoyama (Honda)                           | Alex de Angelis (Aprilia)                          | Dani Pedrosa (Honda)                               |
| 69     | 2005 | Sachsenring              | MotoGP              | Valentino Rossi (Yamaha)                           | Sete Gibernau (Honda)                            | Nicky Hayden (Honda)                             | Nicky Hayden (Honda)                               | Sete Gibernau (Honda)                              |
|        |      |                          |                     |                                                    |                                                  |                                                  |                                                    |                                                    |
| 70     | 2006 | Sachsenring              | 125 cc              | Mattia Pasini (Aprilia)                            | Álvaro Bautista (Aprilia)                        | Lukáš Pešek (Derbi)                              | Lukáš Pešek (Derbi)                                | Álvaro Bautista (Aprilia)                          |
| 70     | 2006 | Sachsenring              | 250 cc              | Yuki Takahashi (Honda)                             | Alex de Angelis (Aprilia)                        | Jorge Lorenzo (Aprilia)                          | Jorge Lorenzo (Aprilia)                            | Alex de Angelis (Aprilia)                          |
| 70     | 2006 | Sachsenring              | MotoGP              | Valentino Rossi (Yamaha)                           | Marco Melandri (Honda)                           | Nicky Hayden (Honda)                             | Dani Pedrosa (Honda)                               | Dani Pedrosa (Honda)                               |
|        |      |                          |                     |                                                    |                                                  |                                                  |                                                    |                                                    |
| 71     | 2007 | Sachsenring              | 125 cc              | Gábor Talmácsi (Aprilia)                           | Tomoyoshi Koyama (KTM)                           | Héctor Faubel (Aprilia)                          | Gábor Talmácsi (Aprilia)                           | Gábor Talmácsi (Aprilia)                           |
| 71     | 2007 | Sachsenring              | 250 cc              | Hiroshi Aoyama (KTM)                               | Mika Kallio (KTM)                                | Alex de Angelis (Aprilia)                        | Mika Kallio (KTM)                                  | Mika Kallio (KTM)                                  |
| 71     | 2007 | Sachsenring              | MotoGP              | Dani Pedrosa (Honda)                               | Loris Capirossi (Ducati)                         | Nicky Hayden (Honda)                             | Casey Stoner (Ducati)                              | Dani Pedrosa (Honda)                               |
|        |      |                          |                     |                                                    |                                                  |                                                  |                                                    |                                                    |
| 72     | 2008 | Sachsenring              | 125 cc              | Mike Di Meglio (Aprilia)                           | Stefan Bradl (Aprilia)                           | Gábor Talmácsi (Aprilia)                         | Gábor Talmácsi (Aprilia)                           | Mike Di Meglio (Aprilia)                           |
| 72     | 2008 | Sachsenring              | 250 cc              | Marco Simoncelli (Gilera)                          | Héctor Barberá (Aprilia)                         | Álvaro Bautista (Aprilia)                        | Marco Simoncelli (Gilera)                          | Héctor Barberá (Aprilia)                           |
| 72     | 2008 | Sachsenring              | MotoGP              | Casey Stoner (Ducati)                              | Valentino Rossi (Yamaha)                         | Chris Vermeulen (Suzuki)                         | Casey Stoner (Ducati)                              | Casey Stoner (Ducati)                              |
|        |      |                          |                     |                                                    |                                                  |                                                  |                                                    |                                                    |
| 73     | 2009 | Sachsenring              | 125 cc              | Julián Simón (Aprilia)                             | Sergio Gadea (Aprilia)                           | Joan Olivé (Derbi)                               | Julián Simón (Aprilia)                             | Sergio Gadea (Aprilia)                             |
| 73     | 2009 | Sachsenring              | 250 cc              | Marco Simoncelli (Gilera)                          | Alex Debón (Aprilia)                             | Álvaro Bautista (Aprilia)                        | Marco Simoncelli (Gilera)                          | Álvaro Bautista (Aprilia)                          |
| 73     | 2009 | Sachsenring              | MotoGP              | Valentino Rossi (Yamaha)                           | Jorge Lorenzo (Yamaha)                           | Dani Pedrosa (Honda)                             | Valentino Rossi (Yamaha)                           | Dani Pedrosa (Honda)                               |
|        |      |                          |                     |                                                    |                                                  |                                                  |                                                    |                                                    |
| 74     | 2010 | Sachsenring              | 125 cc              | Marc Márquez (Derbi)                               | Tomoyoshi Koyama (Aprilia)                       | Sandro Cortese (Derbi)                           | Marc Márquez (Derbi)                               | Marc Márquez (Derbi)                               |
| 74     | 2010 | Sachsenring              | Moto2               | Toni Elías (Moriwaki)                              | Andrea Iannone (Speed Up)                        | Roberto Rolfo (Suter)                            | Andrea Iannone (Speed Up)                          | Andrea Iannone (Speed Up)                          |
| 74     | 2010 | Sachsenring              | MotoGP              | Dani Pedrosa (Honda)                               | Jorge Lorenzo (Yamaha)                           | Casey Stoner (Ducati)                            | Jorge Lorenzo (Yamaha)                             | Dani Pedrosa (Honda)                               |
|        |      |                          |                     |                                                    |                                                  |                                                  |                                                    |                                                    |
| 75     | 2011 | Sachsenring              | 125 cc              | Héctor Faubel (Aprilia)                            | Johann Zarco (Derbi)                             | Maverick Viñales (Aprilia)                       | Maverick Viñales (Aprilia)                         | Héctor Faubel (Aprilia)                            |
| 75     | 2011 | Sachsenring              | Moto2               | Marc Márquez (Suter)                               | Stefan Bradl (Kalex)                             | Alex de Angelis (Motobi)                         | Marc Márquez (Suter)                               | Yonny Hernández (FTR)                              |
| 75     | 2011 | Sachsenring              | MotoGP              | Dani Pedrosa (Honda)                               | Jorge Lorenzo (Yamaha)                           | Casey Stoner (Honda)                             | Casey Stoner (Honda)                               | Dani Pedrosa (Honda)                               |
|        |      |                          |                     |                                                    |                                                  |                                                  |                                                    |                                                    |
| 76     | 2012 | Sachsenring              | Moto3               | Sandro Cortese (KTM)                               | Alexis Masbou (Honda)                            | Luis Salom (Kalex-KTM)                           | Sandro Cortese (KTM)                               | Sandro Cortese (KTM)                               |
| 76     | 2012 | Sachsenring              | Moto2               | Marc Márquez (Suter)                               | Mika Kallio (Kalex)                              | Alex de Angelis (FTR)                            | Marc Márquez (Suter)                               | Alex de Angelis (FTR)                              |
| 76     | 2012 | Sachsenring              | MotoGP              | Dani Pedrosa (Honda)                               | Jorge Lorenzo (Yamaha)                           | Andrea Dovizioso (Yamaha)                        | Casey Stoner (Honda)                               | Dani Pedrosa (Honda)                               |
|        |      |                          |                     |                                                    |                                                  |                                                  |                                                    |                                                    |
| 77     | 2013 | Sachsenring              | Moto3               | Álex Rins (KTM)                                    | Luis Salom (KTM)                                 | Maverick Viñales (KTM)                           | Álex Rins (KTM)                                    | Luis Salom (KTM)                                   |
| 77     | 2013 | Sachsenring              | Moto2               | Jordi Torres (Suter)                               | Simone Corsi (Speed Up)                          | Pol Espargaró (Kalex)                            | Xavier Siméon (Kalex)                              | Julián Simón (Kalex)                               |
| 77     | 2013 | Sachsenring              | MotoGP              | Marc Márquez (Honda)                               | Cal Crutchlow (Yamaha)                           | Valentino Rossi (Yamaha)                         | Marc Márquez (Honda)                               | Marc Márquez (Honda)                               |
|        |      |                          |                     |                                                    |                                                  |                                                  |                                                    |                                                    |
| 78     | 2014 | Sachsenring              | Moto3               | Jack Miller (KTM)                                  | Brad Binder (Mahindra)                           | Alexis Masbou (Honda)                            | Jack Miller (KTM)                                  | Brad Binder (Mahindra)                             |
| 78     | 2014 | Sachsenring              | Moto2               | Dominique Aegerter (Suter)                         | Mika Kallio (Kalex)                              | Simone Corsi (Kalex)                             | Dominique Aegerter (Suter)                         | Mika Kallio (Kalex)                                |
| 78     | 2014 | Sachsenring              | MotoGP              | Marc Márquez (Honda)                               | Dani Pedrosa (Honda)                             | Jorge Lorenzo (Yamaha)                           | Marc Márquez (Honda)                               | Marc Márquez (Honda)                               |
|        |      |                          |                     |                                                    |                                                  |                                                  |                                                    |                                                    |
| 79     | 2015 | Sachsenring              | Moto3               | Danny Kent (Honda)                                 | Efrén Vázquez (Honda)                            | Enea Bastianini (Honda)                          | Danny Kent (Honda)                                 | Danny Kent (Honda)                                 |
| 79     | 2015 | Sachsenring              | Moto2               | Xavier Siméon (Kalex)                              | Johann Zarco (Kalex)                             | Álex Rins (Kalex)                                | Johann Zarco (Kalex)                               | Franco Morbidelli (Kalex)                          |
| 79     | 2015 | Sachsenring              | MotoGP              | Marc Márquez (Honda)                               | Dani Pedrosa (Honda)                             | Valentino Rossi (Yamaha)                         | Marc Márquez (Honda)                               | Marc Márquez (Honda)                               |
|        |      |                          |                     |                                                    |                                                  |                                                  |                                                    |                                                    |
| 80     | 2016 | Sachsenring              | Moto3               | Khairul Idham Pawi (Honda)                         | Andrea Locatelli (KTM)                           | Enea Bastianini (Honda)                          | Enea Bastianini (Honda)                            | Khairul Idham Pawi (Honda)                         |
| 80     | 2016 | Sachsenring              | Moto2               | Johann Zarco (Kalex)                               | Jonas Folger (Kalex)                             | Julián Simón (Speed Up)                          | Takaaki Nakagami (Kalex)                           | Xavier Siméon (Speed Up)                           |
| 80     | 2016 | Sachsenring              | MotoGP              | Marc Márquez (Honda)                               | Cal Crutchlow (Honda)                            | Andrea Dovizioso (Ducati)                        | Marc Márquez (Honda)                               | Cal Crutchlow (Honda)                              |
|        |      |                          |                     |                                                    |                                                  |                                                  |                                                    |                                                    |
| 81     | 2017 | Sachsenring              | Moto3               | Joan Mir (Honda)                                   | Romano Fenati (Honda)                            | Marcos Ramírez (KTM)                             | Arón Canet (Honda)                                 | Joan Mir (Honda)                                   |
| 81     | 2017 | Sachsenring              | Moto2               | Franco Morbidelli (Kalex)                          | Miguel Oliveira (KTM)                            | Francesco Bagnaia (Kalex)                        | Franco Morbidelli (Kalex)                          | Franco Morbidelli (Kalex)                          |
| 81     | 2017 | Sachsenring              | MotoGP              | Marc Márquez (Honda)                               | Jonas Folger (Yamaha)                            | Dani Pedrosa (Honda)                             | Marc Márquez (Honda)                               | Jonas Folger (Yamaha)                              |
|        |      |                          |                     |                                                    |                                                  |                                                  |                                                    |                                                    |
| 82     | 2018 | Sachsenring              | Moto3               | Jorge Martín (Honda)                               | Marco Bezzecchi (KTM)                            | John McPhee (KTM)                                | Jorge Martín (Honda)                               | Arón Canet (Honda)                                 |
| 82     | 2018 | Sachsenring              | Moto2               | Brad Binder (KTM)                                  | Joan Mir (Kalex)                                 | Luca Marini (Kalex)                              | Mattia Pasini (Kalex)                              | Joan Mir (Kalex)                                   |
| 82     | 2018 | Sachsenring              | MotoGP              | Marc Márquez (Honda)                               | Valentino Rossi (Yamaha)                         | Maverick Viñales (Yamaha)                        | Marc Márquez (Honda)                               | Marc Márquez (Honda)                               |
|        |      |                          |                     |                                                    |                                                  |                                                  |                                                    |                                                    |
| 83     | 2019 | Sachsenring              | MotoE               | Niki Tuuli (Energica)                              | Bradley Smith (Energica)                         | Mike Di Meglio (Energica)                        | Niki Tuuli (Energica)                              | Niki Tuuli (Energica)                              |
| 83     | 2019 | Sachsenring              | Moto3               | Lorenzo Dalla Porta (Honda)                        | Marcos Ramírez (Honda)                           | Arón Canet (KTM)                                 | Ayumu Sasaki (Honda)                               | Can Öncü (KTM)                                     |
| 83     | 2019 | Sachsenring              | Moto2               | Álex Márquez (Kalex)                               | Brad Binder (KTM)                                | Marcel Schrötter (Kalex)                         | Álex Márquez (Kalex)                               | Álex Márquez (Kalex)                               |
| 83     | 2019 | Sachsenring              | MotoGP              | Marc Márquez (Honda)                               | Maverick Viñales (Yamaha)                        | Cal Crutchlow (Honda)                            | Marc Márquez (Honda)                               | Marc Márquez (Honda)                               |
|        |      |                          |                     |                                                    |                                                  |                                                  |                                                    |                                                    |
| 84     | 2021 | Sachsenring              | Moto3               | Pedro Acosta (KTM)                                 | Kaito Toba (KTM)                                 | Dennis Foggia (Honda)                            | Filip Salač (Honda)                                | Jaume Masiá (KTM)                                  |
| 84     | 2021 | Sachsenring              | Moto2               | Remy Gardner (Kalex)                               | Arón Canet (Boscoscuro)                          | Marco Bezzecchi (Kalex)                          | Raúl Fernández (Kalex)                             | Remy Gardner (Kalex)                               |
| 84     | 2021 | Sachsenring              | MotoGP              | Marc Márquez (Honda)                               | Miguel Oliveira (KTM)                            | Fabio Quartararo (Yamaha)                        | Johann Zarco (Ducati)                              | Miguel Oliveira (KTM)                              |
|        |      |                          |                     |                                                    |                                                  |                                                  |                                                    |                                                    |
| 85     | 2022 | Sachsenring              | Moto3               | Izan Guevara (GasGas)                              | Dennis Foggia (Honda)                            | Sergio García (GasGas)                           | Izan Guevara (GasGas)                              | Deniz Öncü (KTM)                                   |
| 85     | 2022 | Sachsenring              | Moto2               | Augusto Fernández (Kalex)                          | Pedro Acosta (Kalex)                             | Sam Lowes (Kalex)                                | Sam Lowes (Kalex)                                  | Augusto Fernández (Kalex)                          |
| 85     | 2022 | Sachsenring              | MotoGP              | Fabio Quartararo (Yamaha)                          | Johann Zarco (Ducati)                            | Jack Miller (Ducati)                             | Francesco Bagnaia (Ducati)                         | Fabio Quartararo (Yamaha)                          |
|        |      |                          |                     |                                                    |                                                  |                                                  |                                                    |                                                    |
| 86     | 2023 | Sachsenring              | MotoE               | Jordi Torres (Ducati)                              | Randy Krummenacher (Ducati)                      | Matteo Ferrari (Ducati)                          | Jordi Torres (Ducati)                              | Héctor Garzó (Ducati)                              |
| 86     | 2023 | Sachsenring              | MotoE               | Héctor Garzó (Ducati)                              | Mattia Casadei (Ducati)                          | Jordi Torres (Ducati)                            | Jordi Torres (Ducati)                              | Randy Krummenacher (Ducati)                        |
| 86     | 2023 | Sachsenring              | Moto3               | Deniz Öncü (KTM)                                   | Ayumu Sasaki (Husqvarna)                         | Daniel Holgado (KTM)                             | Ayumu Sasaki (Husqvarna)                           | Daniel Holgado (KTM)                               |
| 86     | 2023 | Sachsenring              | Moto2               | Pedro Acosta (Kalex)                               | Tony Arbolino (Kalex)                            | Jake Dixon (Kalex)                               | Pedro Acosta (Kalex)                               | Pedro Acosta (Kalex)                               |
| 86     | 2023 | Sachsenring              | MotoGP              | Jorge Martín (Ducati)                              | Francesco Bagnaia (Ducati)                       | Johann Zarco (Ducati)                            | Francesco Bagnaia (Ducati)                         | Johann Zarco (Ducati)                              |
|        |      |                          |                     |                                                    |                                                  |                                                  |                                                    |                                                    |
| 87     | 2024 | Sachsenring              | MotoE               | Héctor Garzó (Ducati)                              | Alessandro Zaccone (Ducati)                      | Nicholas Spinelli (Ducati)                       | Alessandro Zaccone (Ducati)                        | Héctor Garzó (Ducati)                              |
| 87     | 2024 | Sachsenring              | MotoE               | Héctor Garzó (Ducati)                              | Nicholas Spinelli (Ducati)                       | Jordi Torres (Ducati)                            | Alessandro Zaccone (Ducati)                        | Héctor Garzó (Ducati)                              |
| 87     | 2024 | Sachsenring              | Moto3               | David Alonso (CFMoto)                              | Taiyo Furusato (Honda)                           | Iván Ortolá (KTM)                                | Collin Veijer (Husqvarna)                          | Iván Ortolá (KTM)                                  |
| 87     | 2024 | Sachsenring              | Moto2               | Fermín Aldeguer (Boscoscuro)                       | Jake Dixon (Kalex)                               | Ai Ogura (Boscoscuro)                            | Celestino Vietti (Kalex)                           | Tony Arbolino (Kalex)                              |
| 87     | 2024 | Sachsenring              | MotoGP              | Francesco Bagnaia (Ducati)                         | Marc Márquez (Ducati)                            | Álex Márquez (Ducati)                            | Jorge Martín (Ducati)                              | Jorge Martín (Ducati)                              |
|        |      |                          |                     |                                                    |                                                  |                                                  |                                                    |                                                    |
| 88     | 2025 | Sachsenring              | Moto3               | David Muñoz (KTM)                                  | Máximo Quiles (KTM)                              | José Antonio Rueda (KTM)                         | Scott Ogden (KTM)                                  | Ángel Piqueras (KTM)                               |
| 88     | 2025 | Sachsenring              | Moto2               | Deniz Öncü (Kalex)                                 | Barry Baltus (Kalex)                             | Jake Dixon (Boscoscuro)                          | Jake Dixon (Boscoscuro)                            | Diogo Moreira (Kalex)                              |
| 88     | 2025 | Sachsenring              | MotoGP              | Marc Márquez (Ducati)                              | Álex Márquez (Ducati)                            | Francesco Bagnaia (Ducati)                       | Marc Márquez (Ducati)                              | Marc Márquez (Ducati)                              |

## Voetnoten
1925 · 1926 · 1927 · 1928 · 1929 · 1930 · 1931 · 1933 · 1934 · 1935 · 1936 · 1937 · 1938 · 1939 · 1949 · 1950 · 1951 · 1952 · 1953 · 1954 · 1955 · 1956 · 1957 · 1958 · 1959 · 1960 · 1961 · 1962 · 1963 · 1964 · 1965 · 1966 · 1967 · 1968 · 1969 · 1970 · 1971 · 1972 · 1973 · 1974 · 1975 · 1976 · 1977 · 1978 · 1979 · 1980 · 1981 · 1982 · 1983 · 1984 · 1985 · 1986 · 1987 · 1988 · 1989 · 1990 · 1991 · 1992 · 1993 · 1994 · 1995 · 1996 · 1997 · 1998 · 1999 · 2000 · 2001 · 2002 · 2003 · 2004 · 2005 · 2006 · 2007 · 2008 · 2009 · 2010 · 2011 · 2012 · 2013 · 2014 · 2015 · 2016 · 2017 · 2018 · 2019 · 2021 · 2022 · 2023 · 2024 · 2025